# Lista över svenska seglande örlogsfartyg
Det här är en lista över svenska seglande örlogsfartyg. 
För övriga äldre träfartyg, se lista över svenska rodda örlogsfartyg.
För maskindrivna örlogsfartyg, se lista över svenska örlogsfartyg. Observera att fartyg med kombinerad ång- segeldrift ingår i lista över svenska örlogsfartyg.
För beskrivning av typer av seglande fartyg, se vidare Kategori:Segelfartygstyper.

## Skepp

### Större än 1500 ton
- Stora Kravelen (1532), byggd på Stockholms skeppsgård
- Mars eller Makalös (1563), 107 kanoner, byggd på Björkenäs skeppsgård
- Neptunus (1566), 100 kanoner, namnändrad till Röde Draken 1569
- Mönsterås/Drakenäs Skeppet sjösatt 1587/8, namnändrad; 1594 Stora Skeppet, 1599 Mars, 1599 Julius Caesar/Makalös,  slopad  1609/10 byggd i Mönsterås, 2400 ton
- Äpplet (1629)
- Kronan (1632), 74 kanoner
- Göta Ark (1634), 72 kanoner
- Svärdet (1662), 86 kanoner
- Kronan (1668), 126 kanoner
- Carolus XI (1678), se Linjeskepp

### 1500-1000 ton
- Stora Kraveln Elefanten (1558) 75 kanoner, byggd på Stockholms skeppsgård
- Sankt Erik (1559), 90 och 104 kanoner
- Jägaren (1564), 84 kanoner
- Valen (1566)
- Elefanten (1575)
- Smålands Lejonet (1577) (Gyllene Vasen)
- Gamla Kronan (1618), 32 kanoner
- Äpplet (1622), 74 kanoner
- Vasa (1628), 64 kanoner
- Scepter (1636), 58 kanoner
- Patientia (1644), 48 kanoner
- Draken (1656), 64 kanoner
- Viktoria (1658), 76 kanoner
- Riksäpplet (1661), 84 kanoner
- Saturnus, 64 kanoner
- Wrangel (1664), 60 kanoner
- Nyckeln (1665), 86 kanoner
- Mars (1665), 72 kanoner
- Jupiter (1665), 68 kanoner
- Venus (1667), 62 kanoner
- Solen (1669), 72 kanoner
- Mercurius (1672), 66 kanoner
- St Hieronymus (1675), 68 kanoner

### 1000-500 ton
- Lybska Svan (1522), byggd i Lübeck
- Brynthen (1527)
- Kamperman (1534)
- Petter Hollender (1536), 1536/8, Svanen 1535, erövrad 1546/7, förlist (Lübeck), 6/700 ton
- Lejonet (1537)
- Engelen (1545), 49 kanoner, 1567 47 kanoner
- Finske Svanen (1559), 82 kanoner
- Finske Björnen (1561)
- Svenska Hektor (1561/2), 87 kanoner
- Sankt Christopher (1562), 58 kanoner
- Herkules (1563), 81 kanoner, senare 95 kanoner
- Svenske Hercules (skepp), 87 kanoner, senare 95 kanoner (1566-67)
- Svanen (skepp), 82, senare 83 kanoner (1566-67)
- Jungfrun (1563) ?, förlorad under byggnation 1563, erövrad av danska Älvsborg 1563, 1000 ton
- Krabaten (1563)
- Böse Lejon (1564), 56 kanoner, från 1567 61 kanoner
- Wendekåpan (1564), erövrad 1571, återlämnad (Lübeck? M) 600 ton
- Tantheijen (1565), 1567 75 kanoner, 1574 såld i Västervik, 700 ton
- Kämpen (1568), f.d. Draken 1568/9, upphuggen 1586 i Älvkarleby, 900 ton
- Fortuna/Greken (1569), lånad 1572, återlämnad till Finland? 800 ton
- Älgen (1574), upphuggen 1583 på Kalvö, 700 ton
- Gyllenstjernan/Stjärnan (1575), köpt 1586, upphuggen, Svenskt handelsskepp, 800 ton
- Hjorten (1576), såld 1583 till Älvkarleby, 700 ton
- Lejonet (1575), Hertig Karls skepp 1575/7, senast omnämnd 1591, Strängnäs?
- Ängeln (1577/8), Häringe Skeppet (1577/8), såld 1590, Häringe, 700 ton
- Upplands Lejonet (1578), Harbo Skeppet 1578*, upphuggen 1590 i Harbovik, 900 ton
- Viborgs Skeppet, Morianen, köpt 1578, såld 1583 eller bortskänkt, Svenskt? handelsskepp, 800 ton
- Raumo Kravelen, eller Skeppet (1581), upphuggen 1593 i Raumo, 600? ton
- Björneborgs Kravelen ellerSkeppet (1581), 1594 upphuggen i Björneborg, 600?
- Älvsborgs Skeppet, Drottning Gunillas skepp från 1591 1581/2, 1598 såld Älvsborg, 600
- Hälsinge Lejonet (1584), tidigast omnämnd 1594, senast omnämnd?, Hertig Sigismunds skepp från 1585, se 1594 1584* 1589 senast omnämnd Rogstad, 900 ton
- Älvkarleby Skeppet, förmodligen större och samma som Finske Lejonet se 1594, 1587/8, 1590 bortskänkt, Älvkarleby 1000?
- Kunglig Majestäts Skepp (1584), Lejonet, troligen Finske Lejonet (Klas Flemings skepp 1593–94) eller kanske Hälsinge Lejonet
- Hvita Örn (1590-tal), namnändrad till Tre Kronor 1598
- Älvsborgs Lejonet (1594), förmodligen 1594, tidigast omnämnd 1594, senast omnämnd?
- Troilus (1593/4), såld 1597, Stockholm? 700 ton?
- (Svenske) Ängeln (1593/4), 1609/10 slopad i Bergshammar, 700 ton
- Pelikanen (1594/5), 1612 slopad Västervik, 700 ton
- Draken (1595)
- Scipio (1595), 1595/7, 1602 förlist Älvsborg, 700 ton?
- Blå Falk (1596/7)
- Svarte Ryttaren (1596/7), 1607 upphuggen i Västervik eller Kungsör? 600 ton
- Rutenkrans (1597/9), förlorad 1611 i strid genom självdestruktion, Skokloster, 700 ton
- Elefanten (1598), 30 kanoner
- Rikswasa (1599), byggd på Aspö 1598-1598 för hertig Karl, i brand och förlist 1623 utanför Djurhamn, 900 ton
- Finske Svanen (1599), 82 kanoner
- Viborgs  Rosen (1599), erövrad 1601, förlist (Sigism./Finl.) 600
- Viborgs Finske Hector (1599) Erövrad 1609/10 Slopad (Sigism./Finl.) 600
- Samson fraktfartyg (1599/1600), 1607 senast omnämnd Enånger/C (?) 700
- Förgyllda Äpplet (1601)
- Smålands Lejonet (1601), 1622 slopad Björkenäs, 800
- Röde Lejonet (1601/2), 1611 erövrad Dan Västerås (eller Kungsör) 600
- Scepter (1601/2), förlorad 1611 genom självdestruktion i strid, Stegeborg 700
- Samson fraktfartyg (1602/3), 1608 S? Älvsborg ?
- Regalskeppet Gamla Svärdet (1604/5), 32 kanoner, Västerås 900 ton, slopad 1630
- Lejoninnan (1608), erövrad 1611, förlorad i strid genom självdestruktion, Holländskt handelsskepp, 600
- Blomman (1609) 22-24 kanoner, erövrad holländskt handelsskepp, slopad 1627, 600 ton
- Hollands Förgyllda Rosen, 1610 Älvsborgs Hector (f.d. Hjorten) 1609/10 1612 erövrad Dan Älvsborg 700 ton
- Scepter (1615) (f.d. Arnö Byggning) 1615* (?) 1639 slopad Arnö, 800 ton
- Nyckeln (1617), 28 kanoner
- Andromeda (1620), Stockholm, sänkt 1648, 600 ton[1]
- Apollo (1621), 34 kanoner, sänkt 1648, byggd i Harbovik, 600 ton
- Stockholm (1621) f.d. Hector (1621), 1652/3 slopad i Stockholm, 800 ton
- Maria (1622), 1625 förlist i Stockholm, 600 ton
- Gustavus (1623/4), 1625 förlist i Stockholm, 800 ton
- Achilles 1624/5, 1647 såld i Västervik, 600 ton
- Caesar (1624), 26 kanoner
- Kristina (1624), 42 kanoner
- Svärdet (1625), Västervik 800 ton, förlist 1658
- Bönan (1626), 18 kanoner
- Mercurius (1626), 18 kanoner, f.d. Svarta Hunden
- Tre Kronor (1626), 32 kanoner
- Västervik (1626/7), 1645 förlist Västervik/C 700
- Oldenburg (1628),  42 kanoner (svenskt först 1644)
- Västgöta Lejonet (1629), såld 1646 i Göteborg, 700 ton
- Nyckeln (1630), 34 kanoner
- Samson (1631/2), 1659 förlist Västervik/C 900
- Draken (1632), 1652/3 slopad i Riga, 900 ton
- Hans von Wismar (1632)
- Jupiter (1632)* 1647, 50 kanoner, såld Frankrike Göteborg/C 900 ton
- Mars (1632), 44 kanoner, 1660 slopad Västervik/C 900 ton
- Recompens (1632)
- Hannibal 1632/3, förlist 1636, Göteborg/C 550? ton
- Göteborg (1633) 42 kanoner
- Smålands Lejonet (1633/4), 1647 såld Frankrike, Västervik/C 800
- Raphael (1639), sjösatt 1639/40, 1640 köpt, 1660 såld Västervik (M) 600[2]
- Leoparden (1640), 1641 köpt, 1658 förlorad i strid, Västervik (C?) 600
- Grå Ulven (1642), sjösatt ca 1642, 1659 erövrad, 1668 slopad (Danmark), 650
- Regina (1643/44), f.d. Christina (1643/4), 1647 såld Frankrike, Stockholm, 700 ton
- Nya Göteborg, (f.d. Sophia),  erövrad 1644, såld 1645 (Danmark, M), 600 ton
- Nye St Jakob (1644), erövrad 1645, återlämnad (Hamburg, M) 600 (?)
- Stormaren (1644), erövrad 1645, förlist  (Danmark), 600 (?)[3]
- Tre Lejon (skepp) (f.d. Tre Löver), 46 kanoner, 1644 erövrad, 1659 slopad (Danmark), 900 ton
- Örnen (1644), se linjeskepp
- Julius (1646/7), 1648 bortskänkt Frankrike Stockholm, 700 ton
- Wismar (1646/47), se linjeskepp
- Västervik (1647), 40 kanoner, eldhärjad 1676
- Apollo (1648), 1675/6 slopad Wismar/C 550
- Caesar (1648), 50 kanoner, namnändrad till Sankta Anna (1648), bortskänkt 1650 till Frankrike, Stockholm 850 ton
- Andromeda (1649/50), 44 kanoner, 1655 förlist i Stockholm, 600? ton
- Carolus XI (1650), se linjeskepp
- Hercules (1650), se linjeskepp
- Mercurius (1651), ombyggd 1670/1, omdöpt till Falken,  sjösatt 1651, blev 1675 erövrad av Danmark, omdöpt till Svenske Falk, byggd i Stockholm, 650 ton
- Falken (1652), 46 kanoner
- Amarant (1654), 50 kanoner[4]
- Månen (1655), 42 kanoner
- Göteborg (1656), se linjeskepp
- Svenska Lejonet (1656), 52 kanoner
- Demenhorst (1658), erövrad 1658, erövrad av Holland (Danmark), 600 ton
- Pelikanen (1658), erövrad 1658, erövrad av Holland (Danmark), 650 ton
- Andromeda (1659), se linjeskepp
- Danska Phoenix (1659), 41 kanoner
- Leoparden (1659), erövrad 1666, såld (Kurland), 550
- Spes (1666), se linjeskepp
- Nordstjernan (1670), se linjeskepp
- Neptunus (1674)
- Riga (1675), se linjeskepp
- Sundsvall (1675)
- Namnlöst skepp 1676* 1676 erövrad Dan Karlshamn 550
- Kalmar (1677)
- Laxen (1677) 50 kanoner
- Cronstierna (1678), eller Stjärnan (1678), köpt 1678, återlämnad, Svenskt handelskepp, 600 ton
- Stenbock (1679), se fregatter

### 500-300 ton
- Danziger Svanen/Prysske Svanen, 1525/6 Store Svanen 1519* 1529 såld Danzig ?
- Carsten Todes holk 1519 FM/B 1523 Sänkt? (Lübeck, handelsskepp) 3/400?
- Bartuneren 1521 köpt 1521 erövrad Dan (Lübeck, handelsskepp) ?
- Wolter Kremers skepp 1522 köpt 1522 senast omnämnd (Lübeck, handelsskepp) 3/400?
- Henrik Kroens skepp 1522 köpt 1522 senast omnämnd (Lübeck, handelsskepp) 3/400?
- Peter Heysens skepp 1522 köpt 1523 senast omnämnd (Lübeck, handelsskepp) 3/400?
- Hans Burmester skepp 1522 köpt 1522 senast omnämnd (Lübeck, handelsskepp) 3/400?
- Ugglan (Johan Trittelfitzes holk) 1522 köpt 1530* slopad (Stralsund, handelsskepp) 300?
- Johan av Hoyas kravell (privat, kanske två olika skepp) 1525 tidigast omnämnd 1534 senast omnämnd - ?
- Johan av Hoyas holk (privat, ev. köpt 1522 och överlämnad till greve Johan) före 1526 1526 såld (?) - ?
- Lumper (samma som skepp tidigast omnämnd 1519?) före 1526 1526 S? (Svenskt handelsskepp) ?
- Björnen (B 1522 och omdöpt?) före 1526 1532/4 slopad ? ?
- Lille Kravelen/Falken 1531* 1560 slopad Stockholm 300
- Nye Holken, 1540/41 Kilen? 1532/3 ? 1546 såld Stockholm? 500
- Riksens Råds skepp (privat) 1534/5 1536 senast omnämnd Finland 4/600
- Galeonen 1535 erövrad 1546 senast omnämnd (Lübeck) 4/600
- Draken (f.d. stor galär 1541) skepp 1553/4  omnämnd år 1563 - 400 ton
- Hamburgs Kravelen (Morianen), Hertig Johans skepp 1561 köpt 1563 LM, lost? (Hamburg?) ?
- Troilus (1559/60)
- (Gävle) Björnen (Brune Björnen) (1563-64 även Gävle Hjorten) 1563 köpt (G?) 1571/3 såld (Svenskt handelsskepp) 450 (1566 38 kanoner, 1567 59 kanoner)
- Bruna Lejon (1563) 45 Kanoner
- Danska Hector (1563) 38 Kanoner
- Danska Hjorten (1563) även kallad "Store Hjorten" 46 Kanoner, senare 50 kanoner
- Hjort (1563) 50 Kanoner
- Pelikanen/Baggen 1563 köpt 1566 senast omnämnd - 450
- Röda Lejon (1563) 40 Kanoner
- Röda Gripen (1563)
- St Göran 1563 erövrad 1565 erövrad Dan (Lübeck? handelsskepp) 300
- Brommaren 1564* 1571/2 slopad Helsingfors 300
- Danske David (1564) 43 Kanoner
- Danska Morian (1564) 44 Kanoner
- Förgylta Duvan (1564) 48 Kanoner
- Förgylta Lejon (1564) 8 Kanoner
- Lybske Christoffer 1564 erövrad 1570 bortskänkt  (Lübeck, handelsskepp) 300
- Lybske Hjorten 1564 erövrad 1576 bortskänkt  (Lübeck, handelsskepp) 300
- Finska Memnon (1564/5) 46 Kanoner
- Halfmåne (1565)
- Jonas von Emden (1565) 45 Kanoner
- Renen 1565* 1571 bortskänkt Helsingfors 400
- Samson 1565 köpt 1571/3 återlämnad (Svenskt handelsskepp) 300
- Pryssen 1565 erövrad 1573 slopad (Königsberg handelsskepp) 450
- Elg (1566) 33 Kanoner
- Hollands Morianen 1567 Req 1568 återlämnad (Holland, handelsskepp) 500?
- Halvmånen/Månen 1565 erövrad 1570 bortskänkt  (Lübeck? handelsskepp) 400
- Danske Björnen 1570 erövrad 1571 återlämnad (Danmark) 400
- Svanen (Nya Barken) 1572 1594 senast omnämnd Stockholm 300
- Abraham (1674) 32 Kanoner
- Fredrika Amalia (1674) 36 Kanoner
- Lybska (Förgyllda) Duvan 1574 erövrad 1582 såld (Lübeck, handelsskepp) 450
- Lybska Örnen 1574 erövrad 1576 förlist  (Lübeck, handelsskepp) 300
- Renen (1577-79 Finske Svanen?) 1576/7 1591 upphuggen Haliko (?) 300
- Delfin (1677) 22 Kanoner
- (Franske) Ormen 1577 erövrad 1582 såld (Frankrike, handelsskepp) 300
- Franske Hjorten 1579 erövrad 1581 bortskänkt  (Frankrike, handelsskepp) 300
- Gamle Frantsen 1579 erövrad 1582 slopad (Frankrike, handelsskepp) ?
- (Franske) Neptunus 1579 erövrad 1582 bortskänkt  (Frankrike, handelsskepp) ?
- Ångermanne Skeppet 1579* 1582 såld Ångermanland 300
- Engelske/Lille Ängeln (troligen större) 1581 erövrad 1581 bortskänkt  (England, handelsskepp) ?
- Lybske Delfin 1581 erövrad 1582 bortskänkt  (Lübeck) ?
- Stjärnan 1581/2 P/B? 1584 såld (Viborg?, M?) 300?
- Gripen 1581/2 P/B? 1584 såld (Greifswald, handelsskepp) 300?
- Ångermanne Kravelen 1583/4 1586/7 såld Ångermanland 300
- Raumo Skeppet, 1597 omdöpt? (storlek osäker) 1591/3 1597 senast omnämnd Raumo ?
- Nya Älvsborgs Skeppet, till Finland with Klas Fleming 1594, omdöpt?

(troligen större) 1592/4 1594 senast omnämnd Älvsborg ?
- (Hälsinge) Lejonet 1593/4 1601/2 Tp Iggesund 400
- (Gävle/Svenske) Björnen 1593/4 1608 slopad Älvkarleby 400
- (Gävle) Svanen 1593/4 1598 Sig. Gävle 400
- Ulven 1593/4 1598 Sig. Kungsör? ?
- Näktergalen 1596 tidigast omnämnd 1598 Sig. Åland ?
- Finska Engel (1597)
- Hjorten 1598 tidigast omnämnd 1598 Sig. ? ?
- (Viborgs) Finske Morianen (from Sigismund till Hertig Karl 1600) 1597/8 (?) 1606 Tp Viborg 300?
- Finske Morianen (see 1597/8 above) 1600 erövrad 1606 Tp (Sigism./Finl.) 300?
- Enhörningen 1598 tidigast omnämnd 1606 senast omnämnd ? 300
- St Erik (from Hertig Karl 1598) 1595/6 1609 senast omnämnd ? 500
- Gripen (from Hertig Karl 1598) 1590/1 1602 förlist Gripsholm 400
- Vite Falken (from Hertig Karl 1598) 1598 tidigast omnämnd 1602 bortskänkt  ? 300
- Achilles 1598 Req 1601 senast omnämnd (Svenskt handelsskepp) 400?
- Älvsborgs Hector 1598 köpt 1608 förlist  (Svenskt handelsskepp) 400
- Älvsborgs Svanen 1598/9 ? 1611 förlist Älvsborg ?
- Hälsinge Morianen 1598/9 1602 förlist Hudiksvall 400
- Gävle Ulven 1598/9 1604 förlist Gävle 300
- Nyköpings Morianen 1599 tidigast omnämnd 1604 gåva Nyköping? 400
- Duvan, 1604 Finska Duvan 1599 tidigast omnämnd 1606 förlist Finland? 400
- Leoparden 1599 tidigast omnämnd 1603 förlist  ? 400
- Unge Ryttaren 1599 tidigast omnämnd 1609 förlist  (?) Västervik? 300
- Hannibal 1599* 1611 förlorad i strid Nyköping 500
- Viborgs Liljan 1599 erövrad 1604 slopad (?) (Sigism./Finl.) 300
- Lybske (Förgyllda) Hjorten 1599 erövrad 1606 Tp? (Lübeck, handelsskepp) 500?
- Lybske Förgyllde Lejonet, 1604/5
- Blå Lejonet (?) 1599 erövrad 1605 senast omnämnd (?) (Lübeck, handelsskepp) 500?
- Lybske Svanen 1599 erövrad 1600 återlämnad (Lübeck, handelsskepp) 300?
- Lybske Björnen (never armed) 1599 erövrad 1604 senast omnämnd (Lübeck, handelsskepp) 300
- Lybska Havfrun, 1601 Havfrun 1599 erövrad 1609 senast omnämnd (Lübeck, handelsskepp) 300
- Lybske Falken 1599 erövrad 1609 senast omnämnd (Lübeck, handelsskepp) 300
- Salvator (rebuilt at Kalmar 1604-06) 1599 erövrad (B) 1611 förlorad i strid genom självdestruktion (Danzig, handelsskepp) 400
- Strutsen (Hertig Karls skepp of 1590 rebuilt?) 1599/1600 1607 senast omnämnd Nyköping 300
- Hercules 1599/1600? 1602 förlist Älvsborg ?
- Finske Björnen 1600 erövrad 1606 senast omnämnd (Sigism./Finl.) 500?
- (Stockholms) Stjärnan 1600 FM/P? 1604 förlist  (Sigismund?) 300?
- Röde Hanen 1601/2? 1611 förlorad i strid genom självdestruktion Nyköping? 400
- Gule Lejonet 1601/2 1612 erövrad Dan Kungsör (or Västerås) 500
- Kalmar Valen 1601/2 ? 1611/2 slopad Kalmar (?) 300
- Mercurius 1601/2 1622 förlist Gamla Lödöse 400
- Obekant 1602 tidigast omnämnd 1611 förlorad i strid Stockholm? 400
- Emder Fortuna/Emderman 1602 erövrad 1607 senast omnämnd (Emden, handelsskepp) 500
- Sundska Maria 1602 erövrad eller köpt 1609 senast omnämnd (Stralsund?, handelsskepp) 300
- Jupiter 1603* 1609 senast omnämnd Älvsborg 300?
- Lybska/Lilla Duvan 1603 köpt (?) 1609 senast omnämnd (Lübeck) 300?
- Blå Ormen 1603 tidigast omnämnd 1612 erövrad Dan ? 400
- Ålands Hjorten, 1612 Elefanten 1603/04 1625 förlist Åland 500
- Nyköpings Ulven 1603/4 1610 bortskänkt Nyköping 300
- Mars (f.d. Stegeborgs Pråmen) 1603/4 (?) 1625 förlist Stegeborg (?) 300
- Råbocken (ex-Wendekåpan?) 1604 erövrad eller köpt 1607 förlist  (German? handelsskepp) 300
- Köpenhamns Juten 1604 erövrad eller köpt 1609 senast omnämnd (Danmark, handelsskepp) 500?
- Apelbom 1604 köpt 1608 såld (Holländsk, handelsskepp) 500?
- Emder Morianen 1604 köpt (?) 1608 senast omnämnd (Emden, handelsskepp) 400
- Hollands Falken, 1611 Falken eller Vita/Hollands Falken 1604 erövrad eller köpt 1624 förlist  (Holländsk, handelsskepp) 400
- Hollands Ängeln, 1616 Ängeln 1604 erövrad eller köpt 1621 förlist  (Holländsk, handelsskepp) 300
- Hollands Hägern 1604 erövrad eller köpt 1608 förlist  (Holländsk, handelsskepp) 300
- Jonas (van Eckelfyr) 1604 erövrad eller köpt 1606 senast omnämnd (M) ?
- Josua 1604 tidigast omnämnd 1616 förlist Kalmar region eller Västervik 300
- Orpheus 1605/6 1611 förlorad i strid genom självdestruktion Kungsör 500
- (Hollands) Krabban 1605 erövrad? 1612 erövrad Dan (Holländsk handelsskepp) 400
- Justitia 1607? erövrad 1612 förlist  (Privater?) 300
- Nyckeln, 1617 Lilla Nyckeln 1607/8 1630 förlist Kalmar 400
- Jonas 1607/8 1611 erövrad Dan Stegeborg (Stockholm?) 400
- Riddar St Göran 1608* 1611 förlorad i strid genom självdestruktion Stockholm (Stegeborg?) 400
- Kolmårds Björnen 1608* 1611 förlorad i strid genom självdestruktion Kvarsebo 300
- Obekant Fortuna 1608? erövrad? 1612 slopad (Holländsk? handelsskepp) 400
- Svarta Hunden 1608 erövrad 1624 slopad (Holländsk? handelsskepp) 500
- Hollands Röde Lejon 1608 erövrad 1608 LA? (Holländsk, handelsskepp) 400?
- Hollands Josua 1608 erövrad 1608 senast omnämnd (Holländsk, handelsskepp) 400?
- Hollands Svanen 1608? erövrad 1612 förlist  (Holländsk, handelsskepp) 300
- Hollands Hjorten 1608? erövrad 1608 senast omnämnd (Holländsk, handelsskepp) ?
- Meerman 1609 erövrad? 1613 såld handelsskepp (?) 300
- Hollands Concordia (1609) 28 Kanoner
- Hollands Draken (1609)
- (Hollands) Spegeln 1609 erövrad 1622 Tp (Holländsk, handelsskepp) 500
- (Hollands) Oranibom 1609 erövrad 1636 såld (?) (Holländsk, handelsskepp) 500
- (Hollands) Mjölkpigan 1609 erövrad 1611 erövrad Dan (Holländsk, handelsskepp) 500
- (Hollands) Samson 1609 erövrad 1621 förlist  (Holländsk, handelsskepp) 500
- Hollands Unge Tobias 1609 erövrad 1609 senast omnämnd (Holländsk, handelsskepp) ?
- Hollands Lejon 1609 erövrad 1609 senast omnämnd (Holländsk, handelsskepp) ?
- (Nyköpings) Stjärnan 1610* 1626 slopad (?) Nyköping 500
- Östgöta Lejonet, från Hertig Johan 1611 (1611-17 Stegeborgs Byggning) 1610/1 1626 D(?) Stegeborg 400 (?)
- Orpheus (1611-1613/4 Kungsörs Byggning) 1611* 1625 förlist Kungsör 500
- Hannibal (1611-16 Store Västerås Byggning) 1611* 1625 förlist Ridö 400
- Jute/Danske Stjärnan 1611 erövrad 1612 senast omnämnd (Danmark) 400
- Jupiter (1615-17 Ridö Byggning (?)) 1614/5 1630 förlist Ridö (?) 400
- Lejonet Harbo (1616) 20 Kanoner
- Perseus 1619/20 1625 förlist Västervik/C 500
- Västervik (f.d. Västerviks Pinass) 1620/21 1625 förlist Västervik/C 300
- Ängeln (f.d. Harboviks Pinass) 1621* 1625 förlist Harbovik 300
- Hector 1622/3 1625 förlist Västervik/C 500
- Jungfrun (1623) 1623 köpt, 1647 såld (Holländsk) 300
- Solen (1624) 1624 köpt, 1627 förlorad i strid genom självdestruktion (Holländsk) 450
- Månen (1624) 1624 köpt, 1651 slopad (?) (Holländsk) 450[1]
- Regnbågen (1624) 1624 köpt 1632 senast omnämnd (Holländsk) 400
- Enhörningen (1624) 1624 köpt, 1646 såld (Holländsk) 350
- Pelikanen (1624) 1624 köpt, 1635 förlist  (Holländsk) 300
- Tigern (1624) 18-22 Kanoner[2]
- Delfinen (1626) 12 Kanoner
- Meerman (1626) 18 Kanoner
- Svarta Hunden (1626) 18 Kanoner
- St Jakob 1627/8 erövrad 1644 omgjord till brännare (Privater) 400
- Jägaren 1629/30 1635 förlist Stockholm 450
- Fortuna ( kontraktsbyggd eller köpt) 1629/30 1645 förlist Hörningsholm 500
- Havfrun 1630/1 B? 1657 omgjord till brännare (Holländsk?) 400
- Falken (1631)*, 1651 förlist, Stockholm, 500
- Salvator (f.d. König Caspar) 1632 erövrad 1667/8 slopad (Kejserlig) 500[2]
- (Wismarske) Meerman 1632 erövrad 1644 omgjord till brännare (Kejserlig) 400
- (Wismarske) Meerweib, Maarwif 1632 erövrad 1635/6 S? (Kejserlig) 300
- St Jakob 1632 erövrad 1632 såld (?) (Kejserlig) 300
- (Wismarske/Lille) Delfin 1632 erövrad 1644 omgjord till brännare (Kejserlig) 300
- Noe Ark 1632 erövrad 1638 senast omnämnd (Kejserlig) 300
- Phoenix, fluyt 1632 erövrad 1634 gåva (Kejserlig) 300
- (Nye) Svarta Hunden 1633/4 1635 förlist Västervik/C 500?
- Lammet 1633/4 1645 såld Stockholm (?) 300
- Oxen 1638 (?) 1651 såld Stockholm 300
- Norrköpings Kompaniskeppet (launched 1639, förmodligen inte anskaffat förrän 1642) 1640 köpt ? 1641 senast omnämnd Norrköping (Skepps Co.:et) 450? Svanen (probably Norrköpings Kompaniskeppet, 1639) 1642 köpt 1659 erövrad Dan (Västervik's skepp Co.) 450
- Kattan 1641/2, 20 kanoner, 1649 förlist Stockholm 350[5]
- Jägaren 1641/2 1647 såld Fran Stockholm 500
- Fama 1642/3 köpt 1657 omgjord till brännare (Skepps Co.:et) 350[6]
- Fortuna 32 troligen (Västerviks) Fortuna (sjösatt 1642/3) 1643 köpt 1678 Sänkt Västervik (C?) 500
- Konung David 1643/4 köpt 1645 såld (Svenskt handelsskepp) 400
- Två Lejon (f.d. Tu Löver) 1644 erövrad 1658 omgjord till brännare (Danmark) 400
- Fides 1644 erövrad 1667 slopad (Danmark) 450
- Nellebladet 1644 erövrad 1656 Sänkt (Danmark) 450
- Neptunus 1644 erövrad 1657 omgjord till brännare (Danmark) 350
- Kronfisken 1644 erövrad 1655 förlist  (Danmark) 400
- Havhästen 1644 erövrad 1648 Sänkt (Danmark) 400
- Kalmar Nyckel 14 kanoner, 1628 köpt 1651 såld (Skepp Co.:et) 300[7]
- St Peder 1645 erövrad 1645 såld (Danmark handelsskepp) 400?[7]
- Hjorten (f.d. Örnen) 1645 1680 slopad Stockholm 450
- Phoenix (1651) 34 Kanoner
- Monikendam 1659 erövrad 1671/2 slopad eller brännare 1676? (Holländsk) 500
- Holländske Prinsen (f.d. Prins Willem) 1659 erövrad 1660 återlämnad (Holländsk) 450?
- Kuriska Ängeln 1659 erövrad 1667/8 slopad (Kurland) 500?
- Neptunus 1659 erövrad 1659 Sänkt? /Kurland) 450?
- Recompens 1659 erövrad 1662 förlist  (Kurland) 350

### 300-100 ton
- Hans Brasks skepp (biskopens skepp) 1516 (?), möjligen Riddarholmsskeppet, 1523 senast omnämnd Kalmar (?) 200/250
- Jasper Bruns bark 1520 tidigast omnämnd  1522 senast omnämnd (Lübeck?) ?
- Arvid Kurcks skepp (biskopens skepp) 1521 köpt 1522 Förlist (Lübeck, M)
- Hans Brasks bark (biskopens skepp) 1522 tidigast omnämnd  1522 Förlist - ?
- Simon Schultens skepp 1522 köpt 1523 senast omnämnd (Lübeck, M) 2/300?
- Henrik Berges skepp 1522 köpt 1522 senast omnämnd (Lübeck, M) 2/300?
- Henrik Gronenbergs skepp (holk) 1522 köpt 1523/4 Förlist? (Lübeck, M) 200?
- Greger Barckes skepp 1522 köpt 1522 senast omnämnd (Lübeck, M) 200?
- Samson (Kort Verfers holk) 1522 köpt 1523/4 Förlist (Stralsund, M) 200?
- Kort Konigs kravel, samma som nedan? 1523/4 köpt 1523/4 senast omnämnd (Lübeck, M) ?
- Kravelen, troligen samma som ovan 1525 tidigast omnämnd  1525 Förlist § - 250
- Lille Svan (Svanen) 1526 tidigast omnämnd  1540 senast omnämnd - 100?
- Långe Barken 1526 tidigast omnämnd  1539 senast omnämnd - 1/200
- Blockhuset (flytande batteri?) 1526/30 tidigast omnämnd  1543 slopad Stockholm? ?
- Bojorten, Gamle Bojorten 1533/4 köpt?  1536 senast omnämnd (Holländsk?) 100?
- Lybska Bojorten, Severin Kijls bojort (se nedan) 1534 erövrad 1536 LM(Lübeck) ?
- Segelskeppet 1534 köpt?  1535 senast omnämnd (?) (Dansk?) 100?
- Viborgs Barken, 1540 Gamle/Store
- Viborgs Barken 1535* 1546 såld Viborg 200
- Nye Bojorten 1535 tidigast omnämnd  1535 senast omnämnd kanske Holländsk 100?
- Store Märsebojorten, 1544 Gamle Bojorten (= Lybska B, ovan?) 1535? P? 1565 bortskänkt (Lübeck?) 125
- Segelskeppet 1535 erövrad 1535 senast omnämnd (Lübeck?) 100?
- Segelskeppet, 1542 Stålnäbben (eller samma som köptes in 1534) 1535 erövrad (?) 1544 slopad (Lübeck?) 100?
- Kalmar/Stora Segelskeppet 1536* 1547 senast omnämnd Kalmar 100?
- Finske Barken/Ugglan 1536 tidigast omnämnd  1552 senast omnämnd Finland (?) 150?
- Flemingen 1537/8 1546 senast omnämnd Finland 2/300
- Nya Viborgs Barken 1540* 1547 Förlist Viborg 150
- Bremer Bojorten/Lille Bojorten 1543 köpt 1547 såld (Bremen) 100?
- Gripen/Store Gripen 1544* 1565 förlorad i strid Stockholm 175
- Långe Barken (f.d. Segelskeppet (?)) 1548 (?) 1565 Förlist Stockholm (?) 125
- Nye Bojorten, 1560 Store Råbojorten 1549* 1566 Förlist Stockholm 125
- Löse Galeonen/Älvsborgs Galeonen 1553* 1557 bortskänkt Älvsborg 100?
- Västerviks Barken 1553/4 1573 bortskänkt Västervik 150
- Nye Barken, 1560 Kalmar Barken 1556* 1578/9 slopad Stockholm 150 1566-67 - 48 kanoner (21 koppar och 27 järn).
- Nyköpings Barken 1557* 1574 bortskänkt Nyköping 150
- Hollands Barken 1559* 1565 Förlist Stockholm 100
- Viborgs Barken 1560* 1565 Förlist Viborg 125
- Härmästaren 1561 erövrad 1565 slopad (Livland) 125
- (Store) Röde Hunden 1562 erövrad 1571/3 såld (Privatskepp) 200, 1566 44 kanoner, 1567 48 kanoner
- Finske Falken, Hertig Johan's skepp until 1561 1556/7 1564 förlorad i strid genom självdestruktion Åbo 150 (?)
- Lybske Näcken 1562 erövrad 1566 transportskepp (Lübeck, M) 100
- Lybska Havfrun 1562 erövrad 1563 senast omnämnd (Lübeck, M) 100?
- Rosen 1563* 1576 Förlist Stockholm 150
- Sturen 1563 erövrad 1566 G? (Dansk, M) 100?
- (Finske) Ugglan (f.d. Flygande Gejst?) 1564 P? 1566 slopad (?) (ursprung osäker) 275?
- Åbo Klinkaren, 1565 Råbocken (Uven) 1563/4 (?) 1574 Sänkt Åbo (?) 250
- Lybske Svanen 1564 erövrad 1570 bortskänkt (Lübeck, M) 275
- Maria (f.d. Ängeln) 1564 erövrad 1566 senast omnämnd (Lübeck, M) 175
- (Lybske/Lille) David, 1566 Hertig Karl's skepp 1564 erövrad 1569 D? (Lübeck, M) 125
- (Lybske) Oxen (f.d. St Jörgen) 1564 erövrad 1567 D? (Lübeck, M) 125
- Lybske Ugglan 1564 erövrad 1565 bortskänkt (Lübeck, M) ?
- Soldanen 1565 erövrad 1566 erövrad ? 150?
- Namnlöst skepp, köpt i Varberg. 1567 köpt, 1568 senast omnämnd (England) ?
- Lybske/Viborgs Morianen 1567 erövrad, 1574 Sänkt (Lübeck, M) 200?
- Lille Röde Hunden 1569 erövrad, 1570 Återlämnad (Lübeck, M) 150?
- (Kalmar) Falken 1569* 1571 bortskänkt Kalmar 150 - Falken (samma som 1569) 1576 Återlämnad 1587 Förlist (?) - 150
- Kunglig Majestäts Jakt 1570 1574 bortskänkt Stockholm 100
- Häringe Barken (K Mt Jakt) 1572* 1581 bortskänkt Häringe 125
- Finske Barken/Falken 1572* 1586 upphuggen Åbo? 150
- (Kalmar) Björnen 1572* 1595 D/BU Björkenäs 250
- Björneborgs Galejan/Gripen 1573* 1575 bortskänkt Björneborg 100/150
- Engelske Morian/Maria Anna 1573 erövrad 1578 senast omnämnd (Engelsk, M) 100
- Nye Finske Galejan 1573/4 1575 Förlist Finland 100/150
- Lybske Jonas/Blå Pinken 1574 erövrad 1584 såld (Lübeck, M) 100?
- Helsingfors Barken 1574/5 1575 bortskänkt Helsingfors (?) 100/150
- Buffeln, 1579/80 Gripen 1575/6 1587 upphuggen Stockholm? 150
- Kalmar Skeppet (Bojorten) 1575/6 1579 Förlist Björkenäs 150?
- Juten 1576 erövrad 1582 upphuggen (Dansk?, M) 150?
- Lybska Hinden 1577 erövrad 1578 bortskänkt (Lübeck, M) 100
- Jägaren 1577 erövrad 1578 bortskänkt ? 100
- Haliko Galejan, 1581 Nya Barken, 1584 Skorstensjakten 1577/8 1590 Uppeldad? Haliko 150
- Flytspånen 1579* 1586 senast omnämnd Haliko 150
- Strutsen (Davidspinken) 1579 erövrad 1582 såld ? 100?
- Odensvalan/Svalan (Josefspinken) 1579 erövrad 1582 såld ? 100?
- Märspinken 1579 erövrad 1584 bortskänkt ? 100?
- Björneborgs Galejan/Barken, 1582 Röde Hunden 1580* 1591 upphuggen Björneborg 150
- Raumo Galejan/Jakten/Barken, 1586
- K Mt Bark, 1589 K Mt Långe Bark, 1592 Långe Barken 1580* 1598 Sig.? Raumo 150
- Österbotten/Norrbotten Barken 1580/1 1587 senast omnämnd Österbotten 100
- Älvsborgs Barken 1581* 1586 Förlist Älvsborg 100
- Lybske Ormen 1581 erövrad 1587 såld (Lübeck, M) 150
- Elefanten/Rostock Skeppet 1581 erövrad 1582 såld (Rostock, M) 200?
- Lybske Morian 1581 erövrad 1583 såld (Lübeck) ?
- Gripen 1585 tidigast omnämnd  1592 senast omnämnd Kexholm (?) ?
- Lejonet 1585 tidigast omnämnd  1592 senast omnämnd Kexholm (?) ?
- Mussar Barken 1586 tidigast omnämnd  1591 senast omnämnd Finland? 100?
- Finske Barken 1588 tidigast omnämnd  1598 D? Åbo/Helsingf.? 150?
- Lille Barken, K Mt Lille Bark 1588/9 1598 Sig.? Bergshammar? 150
- Valen (bark) 1590 tidigast omnämnd  1592 senast omnämnd Kexholm ?
- Tantheijen (bark) 1590 tidigast omnämnd  1592 senast omnämnd Kexholm ?
- Helsinge Barken/Bocken 1590/1 1598 (?) senast omnämnd Helsingfors? 100?
- Bergshammars (Gröneborgs) Barken, troligen omdöpt 1599 1592 tidigast omnämnd  1599 senast omnämnd Bergshammar 100/150
- Konungs Barken Ulven 1591/2 (?) 1598 senast omnämnd Björneborg? 100/150
- Hinden 1598 tidigast omnämnd  1598 Sig. ? ?
- Förlorade Sonen 1598 erövrad 1608 senast omnämnd (Sigismund) 150
- Danziger Ängeln 1598 erövrad 1600 senast omnämnd (Danzig, M) 150
- Räven (from Hertig Karl 1598) 1597 tidigast omnämnd  1600 senast omnämnd ? ?
- Mikael Ängel (Gävle Ängeln) 1598/9 1612/3 slopad Gävle 200
- Örnen 1599 tidigast omnämnd  1608 senast omnämnd ? 200
- Tranan, även kallad galär 1599 tidigast omnämnd  1605 senast omnämnd ? 200
- Wolgemot, även kallad galär 1599 tidigast omnämnd  1606 senast omnämnd ? 150
- Halvmånen 1599 tidigast omnämnd  1606 senast omnämnd ? 150
- Stålnäbben 1599 tidigast omnämnd  1600 senast omnämnd ? 100
- Finske/Attuna Ängeln 1599 erövrad 1603 såld (Sigism./Finl.) 200
- (Viborgs) Vildmannen 1599 erövrad 1605 såld (Sigism./Finl.) 250
- Lybska Fortuna 1599 erövrad 1600 senast omnämnd (Lübeck, M) 100
- Lybske Hanen, Lybske Pinken 1599 erövrad 1605 senast omnämnd (Lübeck, M) 100
- Ginkenäs Skeppet (omdöpt?) 1600 tidigast omnämnd  1600 senast omnämnd ? 200
- Svarte Kåtter 1602 tidigast omnämnd  1613 slopad ? 150
- Jägaren 1601/2 1626 Förlist Nyköping 200
- Frisk opp 1602* 1612 slopad Stockholm 200
- Kalmar Ängeln 1603* 1612 slopad Kalmar region 200
- Tigern 1603* (?) 1611 förlorad i strid genom självdestruktion Kalmar region 250
- Spanske Barken, omdöpt? 1603? P? 1604 senast omnämnd (Spansk, M?) ?
- Leoparden 1603/4 ? 1632 slopad Kalmar region? 250
- Nyköpings Rosen 1603/4 1611 bortskänkt Nyköping 150
- Hälsinge Lejonet 1603/4 1613 transportskepp Enånger 200
- Krönte Svan 1603/4 (?) 1607 Förlist Strängnäs? 250
- (Hollands) Fisken 1603/4 P? 1605 senast omnämnd (Holland, M) 200
- Franciscus 1604 tidigast omnämnd  1612 förlorad i strid genom självdestruktion ? 100
- Weiers Pinke 1604 tidigast omnämnd /P? 1607 Förlist (privatskepp?) 100
- Scipio 1606 tidigast omnämnd  1611 Förlist ? 100
- Lamprellen 1606* 1612 erövrad Dan Älvsborg 200
- Finken (före detta gammal lodja, förlängd) 1606 omyggd, 1614 slopad Stockholm 100
- Näktergalen (före detta ny lodja, förlängd) 1606 ombyggd, 1614 slopad Stockholm 100
- Stålnäbben 1607 tidigast omnämnd  1621 Förlist ? 200
- Ståbi 1607 tidigast omnämnd  1613 slopad ? 100
- Bistocken 1607/8 erövrad 1608 Förlist ? 100
- Nye Blå Falken 1608 tidigast omnämnd  1608 Förlist ? 100
- Smålands Hjorten 1608/09? 1611 förlorad i strid genom självdestruktion Björkenäs? 150?
- Angelus, Angeruds pinass 1610 tidigast omnämnd  1619 slopad Angered ? 150
- Basiliscus 1610 tidigast omnämnd  1622 slopad ? 150
- St Per 1610 tidigast omnämnd  1611 erövrad Dan ? 150
- Unge/Lybske Salvator, 1613 Salvator 1610 ? erövrad 1626 slopad (?) (Lübeck, M) 200
- Älvsborgs Ängeln (Erik Siggessons skepp) hyrd? 1611 köpt (?) 1611 senast omnämnd (Svenskt handelskepp) ?
- Skotske Lejonet, aldrig köpt? 1611 köpt (?) 1611 senast omnämnd (Skotsk M) ?
- Jonas 1618 (?) tidigast omnämnd  1621 senast omnämnd ? 100?
- Jonas 1622/3 (?) 1639, Förlist Stockholm/C 125
- Papegojan 1624 köpt, 1644 Sänkt (Holländsk) 250
- Storken 1624 köpt, 1635 Förlist (Holländsk) 250
- Slusskryparen 1628 erövrad 1632 senast omnämnd (Polsk? M) 125?
- Justitia (f.d. galär, 1623/4) 1628/9 1636 Förlist ? 100?
- (Västerviks) Makrillen (f.d. galär 1623/4) 1628/9 1650 (?) slopad Västervik/C 100?
- Kattan (oared pinnace/struss) 1631 (?) 1643/4 slopad (?) Stockholm (?) 200?
- Förlängaren (f.d. Vorlänger) 1632 erövrad 1636 såld (Kejserlig) 250
- St Mikael 1632 erövrad 1647/8 såld (Kejserlig) 250
- Muskijl 1632 erövrad 1635 senast omnämnd (Kejserlig) 250
- Vita Hunden (f.d. Weisser Hund) 1632 erövrad 1636 såld (Kejserlig) 250
- Turturduvan, Duvan 1634/5 1638 Förlist Stockholm? ?
- Phoenix 1634/5 1646 Förlist Stockholm? 150?
- Näktergalen 1635/6 1658 transportskepp (?) Stockholm? 150?
- (Väst Indiske) Gripen (kanske köpt 1639) 1636/7 (?) 1647 såld Stockholm (?) 200
- Höken 1644 1674/5 slopad Stockholm 250
- Postiljon/Postryttaren (f.d. Perseus?) 1645* 1647 senast omnämnd (?) Kaseburg (?) ?
- Herdinnan (f.d. Harderinne) 1645 köpt 1649 såld (Holländsk) 150
- Rosen Galeja 1645 erövrad 1657 tullare (Danmark) 125?
- Samson Galeja 1645 erövrad 1653 tullare (Danmark) 125?[5]
- (Förgylda) Gåsen 1648* 1654 senast omnämnd Stockholm? 125?
- Postryttaren 1649 (?) 1663 såld Stockholm 125
- Jägaren 1651 1676 bränd Stockholm 250
- Förgyllda Lejonet 1654? 1655 Förlist Stockholm? 100/150
- Delfin 1655 1658/9 senast omnämnd Göteborg 200
- Mjöhunden (Bojort) 1656/7 1680 senast omnämnd Kaseburg 100
- Fågel Struts 1657/8, 1674 Sänkt, Wolgast 200
- (Danske/Vita) Svanen 1658 erövrad 1676 FS (Danmark) 200?
- (Danske) Falken 1658 erövrad 1664 senast omnämnd (Danmark) 200
- Sjöblad 1658 erövrad 1664 senast omnämnd (Danmark) 200?
- Danske Gripen (f.d. Gribben) 1658 erövrad 1658/9 FS (Danmark) 250
- Margareta (f.d. struss) 1660 1676 erövrad Dan Bodekull 125?
- Raphael (f.d. struss) 1661 1677? senast omnämnd Göteborg 125?
- Namnlös fregatt, byggd 1660/1 - 1662 Canc Göteborg 200
- Enhorn 1674 köpt 1676 erövrad Bran (K bortskänkt Wrangel) 125
- Gröne Jägaren 1675 köpt 1680 LM/S? (M bortskänkt de la Gardie) 100?
- Gripen 1676* (?) 1678 senast omnämnd Göteborg 125?
- (Stralsundske) Gripen/Greif 1676* (?) 1694 såld (?) Pommern 100?
- Namnlös 1676* 1676 erövrad Dan Karlshamn 100
- Laurentius (Bojort) 1676 köpt (?) 1679 Tp? (Svenskt handelskepp?) 100?
- (Stralsundske) Falken) 1676/7 1678 erövrad Dan Stralsund 125
- Margareta (samma som 1660/1) 1679 Återlämnad 1686 slopad Bodekull 125?
- Blå Mannen (1564) 24 Kanoner (f.d. Morian) 1564 erövrad 1569 bortskänkt (Lübeck, M) 125 ton
- Engelska Drake (1598) (även kallad Engelsman) 1598 erövrad 1604 senast omnämnd (Sigismund) 200 ton
- Enhörningen (1564) 41 Kanoner 1564 1577/8 upphuggen, Helsingfors 175 ton
- Finska Hök (1556/7), Hertig Johans skepp till 1561,  1556/7 1566 senast omnämnd Åbo 175 ton
- Flygande Drake (1564) 14 Kanoner 1564 erövrad 1567 senast omnämnd (Lübeck, Handelsskepp) 125 ton
- Klosterko (1564) 1564 Erövrad 1565 ombgjord till transportskepp (Lübeck, Handelsskepp) 125
- Vita Falken (1561) 1561 köpt 1563 förlist ? 200 ton
- Älvsborgs Barken (tidigast omnämnd 1560 men troligen samma som galär byggd vid Älvsborg 1556-57) 1556/7 1571/3 slopad, Älvsborg 150 ton
- Hanö (1660)(f.d. struss) 1660 c 1680 slopad, Bodekull 100
- Jupiter (1661) (Lille) Jupiter (f.d. struss) 1661 1666 förlist, Göteborg 150?ton

## Övriga skepp
- Elefant (1563), 65 kanoner
- Lille Jonas (1563), 4 kanoner
- Björn (1560-tal), 38 kanoner
- Blå Måne (1560-tal), 24 kanoner
- Brämaren (1560-tal), 46 kanoner
- Engel Gabriel (1560-tal), 50 kanoner
- Grip (1560-tal)
- Höken (1560-tal)
- Jägaren (1560-tal)
- Krejare (1560-tal), 8 kanoner
- Gripen (1577), (Västerviksskeppet)
- Björnen (1603)
- Södermanland (1651)
- Gröne Jägaren (1652), 22-26 kanoner
- Resande Man (1660)
- Maria (1676)

## Linjeskepp
- Örnen (1644), 36 kanoner
- Wismar (1646/47), 50 kanoner
- Carolus IX (1650), 56 kanoner
- Hercules (1654), 54 kanoner
- Månen (1655), 42 kanoner
- Göteborg (1656), 48 kanoner
- Andromeda (1659), 52 kanoner, slopad 1692 Göteborg, 600 ton
- Bohus (fartyg), 74 kanoner, sänkt 1707
- Spes (1666), 46 kanoner
- Upland (1666), 70 kanoner, sänkt 1710
- Finland (linjeskepp), 64 kanoner, sänkt 1706
- Nordstjernan (1670), 36 kanoner
- Rigaordstjernan (1675), 50 kanoner
- Carolus XI (1678), 82 kanoner. Namnändrat till Sverige 1683, Wenden 1684, Prins Karl 1694, Sverige 1694
- Drottning Hedvig Eleonora (1680), 70 kanoner. Namnändrat till Sverige 1694 och till Småland 1694
- Drottning Ulrica Eleonora (1680), 70 kanoner. Namnändrat till Prinsessan Ulrika Eleonora 1692 och till Victoria 1694
- Wachtmeister (1681), 50 kanoner
- Öland (1681), 50 kanoner
- Blekinge (1682), 68 kanoner
- Gotland (1682), 56 kanoner
- Halland (1682), 56 kanoner
- Prins Karl (1682), 68 kanoner. Namnändrat till Stockholm 1694
- Carolus XI (1683), 90 kanoner. Namnändrad till Drottning Hedvig Eleonora 1694
- Livland (1682), 56 kanoner
- Estland (1682), 50 kanoner
- Ösel (1683), 56 kanoner
- Göta Rike (1684), 80 kanoner. Namnändrat till Sverige 1685 och till Drottning Ulrika Eleonora 1694
- Skåne (1683), 50 kanoner
- Sverige (1684), 80 kanoner. Namnändrat till Göta Rike 1685 och till Prins Karl 1694
- Prinsessan Hedvig Sofia (1686), 70 kanoner. Namnändrad till Carlskrona 1694
- Carlskrona (1686), 70 kanoner. Namnändrad till Göta 1694
- Småland (1688), 80 kanoner.[8] Namnändrad till Wenden 1694
- Victoria (1690), 80 kanoner. Namnändrad till Prinsessan Ulrika Eleonora 1694
- Drottning Ulrika Eleonora (1692), 80 kanoner. Namnändrat till Wenden 1694 och till Prinsessan Hedvig Sofia 1694
- Pommern (1692), 56 kanoner
- Södermanland (1693), 56 kanoner
- Konung Karl (1694), 108 kanoner
- Wismar (1694), 58 kanoner
- Stettin (1695), 46 kanoner. Sänkt av svenska trupper 1719
- Kalmar (1695), 46 kanoner. Sänkt av svenska trupper 1719
- Enigheten (1696), 94 kanoner. Namnändrad till Konung Fredrik 1732
- Westmanland (1696), 62 kanoner
- Göteborg (1696), 50 kanoner
- Skåne (1697), 68 kanoner
- Wrede (1697), 50 kanoner
- Fredrika Amalia (1698), 62 kanoner
- Norrköping (1698), 52 kanoner
- Halmstad (1699), 44 kanoner. Sänkt av svenska trupper 1719
- Prins Fredrik Wilhelm (1702), 50 kanoner. Erövrad i strid vid Vindau 1702
- Göta Lejon (1702), 90 kanoner
- Nordstjernan (1703), 72 kanoner
- Prins Carl Fredrik (1704), 64 kanoner
- Bremen (1705), 60 kanoner
- Öland (1705), 60 kanoner
- Tre Kronor (1706), 86 kanoner
- Verden (1706), 54 kanoner
- Nya Riga (1708), 54 kanoner
- Stockholm (1708), 68 kanoner
- Bolingbroke (1713)
- Kronoskeppet (1715), 40 kanoner
- Drottning Ulrika Eleonora (1719), 68 kanoner
- Gotland (1722)
- Prins Karl Fredrik (1723), 62 kanoner
- Greve Sparre (1724), 60 kanoner
- Prinsessan Sofia Charlotta (1725), 50 kanoner
- Prins Wilhelm (1726), 50 kanoner
- Friheten (1731), 60 kanoner
- Hessen Cassel (1731), 62 kanoner. Namnändrad till Hertig Ferdinand 1779
- Prins Ferdinand (1731)
- Enigheten (1732) 66 kanoner
- Sverige (1734), 72 kanoner, förlist 1738 under seglats till Turkiet
- Finland (1735) 58 kanoner
- Svenska Lejonet (1739), 34 kanoner
- Fredricus Rex (1742), 60 kanoner
- Konung Adolf Fredrik (1744), 56 kanoner. Namnändrad till Riksens Ständer 1770
- Drottning Lovisa Ulrika (1745), 70 kanoner
- Göta Lejon (1746), 70 kanoner
- Greve Sparre II (1748), 56 kanoner
- Sparrt (1749), 50 kanoner
- Södermanland (1749), 52 kanoner. Namnändrad till Gripen 1775
- Upland (1749) 52 kanoner
- Prins Gustaf (1758), 68 kanoner
- Prins Karl (1758), 68 kanoner
- Prinsessan Sophia Albertina (1764), 60 kanoner
- Drottning Sofia Magdalena (1774), 68 kanoner
- Prins Fredrik Adolf (1774), 62 kanoner

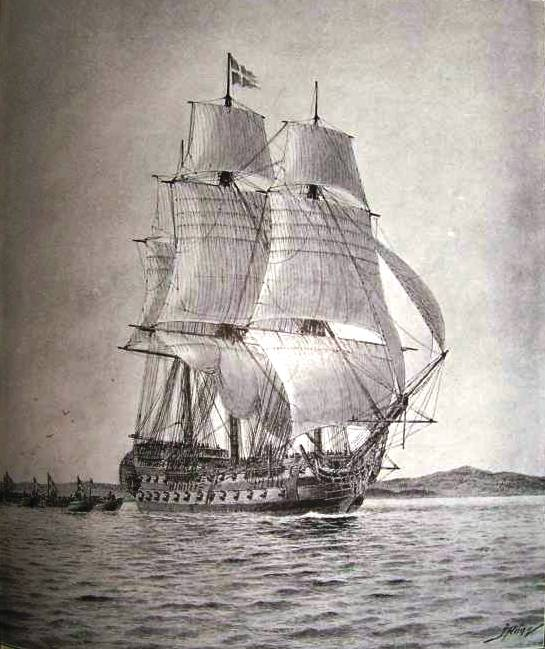
Konung Adolf Fredrik (1775)

- Konung Adolf Fredrik (1775), 70 kanoner
- Konung Gustaf III (1777), 70 kanoner
- Wasa (1778), 60 kanoner
- Wictoria (1782)
- Hedvig Elisabet Charlotta (1781), 62 kanoner
- Kronprins Gustaf Adolf (1782), 62 kanoner
- Fäderneslandet (1783), 62 kanoner
- Ömheten (1783), 62 kanoner
- Rättvisan (1783), 62 kanoner
- Dygden (1784), 62 kanoner
- Äran (1784), 64 kanoner
- Försiktigheten (1784), 62 kanoner
- Manligheten (1785), 64 Kanoner
- Dristigheten (1785), 64 kanoner
- Tapperheten (1785), 64 kanoner
- Vladislaff (1788), 74 kanoner. Erövrat från ryssarna vid Hogland 1788
- Lovisa Ulrika (1790), 68 kanoner
- Konung Gustav IV Adolf (1799), 74 kanoner. Namnändrat 1811 till Gustaf den Store och 1825 till Försiktigheten
- Drottning Fredrika Dorotea Wilhelmina (1819), 84 kanoner. Namnändrat 1819 till Karl XIII
- Prins Oscar (1830), 76 kanoner
- Gustav den store (1832), 76 kanoner
- Skandinavien (1860), 62 kanoner
- Stockholm (1856), ånglinjeskepp, 85 kanoner
- Carl XIV Johan (1824), senare ändrad till ånglinjeskepp, 85 kanoner

## Beväpnade handelsskepp hyrda av flottan 1657-1660
- Morgonstjärnan (1657/1658), förlorad i strid Stockholm, 700
- Konung David (1657/1660), återlämnad Gothenburg, 700
- Småland 1657 1660 Återlämnad Stockholm (V) 650
- Nordstjärnan 1657 1660 Återlämnad Stockholm 650
- (Göteborgs) Johannes 1657 1660 Återlämnad Gothenburg 600
- (Göteborgs/Vita) Svanen 1657 1660 Återlämnad Gothenburg 600
- Samson 1657 1660 Återlämnad Stockholm 550
- Göteborgs (Kalmar) Kastell 1657 1659 förlist Gothenburg 500
- Fenix 1657 1659 förlorad i strid genom självdestruktion Stockholm (V) 500
- Halvmånen 1657 1660 Återlämnad Stockholm 500
- (Förgyllda) Rosen 1657 1658 erövrad Du Gothenburg 500
- (Förgyllda) Måsen 1657 1660 Återlämnad Gothenburg 500
- (Stockholms) Hoppet 1657 1659 FS Stockholm 500
- (Stralsunds) St Johannes 1657/8 1660 Återlämnad Stralsund 500*(1659 P) - (Danmark) (500)
- Leoparden 1657 1660 Återlämnad Stockholm (V) 400
- Oxen 1657 1658 Återlämnad (?) Stockholm? 400
- (Göteborgs) Falken 1657 1660 Återlämnad Gothenburg 400
- Svenska Lejonet 1658 1660 Återlämnad Stockholm (V) 750
- Gotland/Lammet 1658 1658 erövrad Dan Stockholm (V?) 600
- Östergötland/Gripen 1658 1660 Återlämnad Stockholm (V) 600
- Södermanland 1658 1660 Återlämnad Stockholm (V) 600
- Fortuna 1658 1660 Återlämnad Stockholm 500
- Jonas 1658 1658 erövrad Dan Stockholm (?) 500
- Ängeln 1658 1660 Återlämnad Stockholm 500
- St Jakob 1658 1659 Återlämnad ? 400
- Ångermanland (fir) 1658 1660 Återlämnad Stockholm (?) 400
- (Göteborgs) Hoppet 1658 1659 erövrad Dan Gothenburg 300 (?)
- Solen 1658/9 1660 Återlämnad Stockholm 400

## Beväpnade handelsskepp hyrda av flottan 1674-1679
- Trumslagaren (1674)
- Flygande Vargen (1675)
- Sankta Maria (1675)
- Solen (1675)
- Rosen (1675)
- Wrangels Palats (1675) 44 kanoner
- Constantia (1675)
- Salvator (1675)
- Ängeln Gabriel (1675)
- Pärlan (1675)
- Järnvågen (1675)
- Leoparden (1676)
- Store Konung David (1675)
- Elisabet (1675)
- Caritas (1675)
- Sankt Johannes Evangelista 1675
- Kalmar Kastell (1676)
- Gripen (1676)
- Havfrun (1676)
- Gustavus (1676)
- Helsingfors (1676)
- Lille Konung David (1676/7)
- Stjärnan (1678)

## Barkar
- Calmare Barken (1530-tal)
- Elfsborgs Bark (1566) 30 kanoner
- Calmer Bark (1560-tal) 48 kanoner

## Fregatter
- Hjorten (1644/5), 32 kanoner
- Postiljon (1664), 22 kanoner
- Uttern (1672), 24 kanoner
- Stenbock (1679), 24 kanoner
- Riga (1684), 32 kanoner
- Falken (1684), 23 kanoner
- Stralsund (1689), 32 kanoner
- Kalmar (1695), 46 kanoner. Sänkt av svenska trupper 1719
- Fredricus (1698), 40 kanoner. Sänkt av svenska trupper 1719
- Halmstad (1699), 44 kanoner. Sänkt av svenska trupper 1719
- Marstrand (1699), 26 kanoner
- Varberg (1699), 36 kanoner. Erövrad av danska trupper 1719, namnändrad till Kronprinsen af Danmark 1719 och till Cron Printz Christian 1730 inför Danmarks första handelsexpedition till Kina 1730–1732. Köpt av Asiatisk Kompagni 1732.
- Jonas (1698), 20 kanoner
- Ruschenfelt (1700), 26 kanoner
- Älfsborg (1700), 40 kanoner
- Delfin (1701), 26 kanoner
- Fröken Eleonora (1701), 18 kanoner
- Postiljon (1701), 20 kanoner
- Snaren Sven (1701), 20 kanoner
- Charlotta (1702), 30 kanoner. Sänkt av svenska trupper 1719
- Karlshamns vapen (1702), 24 kanoner
- Snaren Sven (1702), 20 kanoner
- Falken (1703), 26 kanoner
- Reval (1704), 36 kanoner
- Wolgast (1705), 28 kanoner
- St Mathias (1706), 24 kanoner
- St Thomas (1706), 30 kanoner
- St Marcus (1706), 20 kanoner
- Viborg (1707), 40 kanoner
- Fenix (1708), 34 kanoner
- Oxen (1708), 36 kanoner, namnändrad till Anclam 1710
- Dromedarius (1708), namnändrad till Stralsund 1712
- St Johannes (1712), 12 kanoner
- Karlskrona Vapen (1714), 26 kanoner
- Dücker (1715), 30 kanoner
- Fenix Lilla (1715), 30 kanoner
- Gripen (1715), 30 kanoner
- Kiskin (1715), 30 kanoner
- Packam (1715), 20 kanoner
- Stå Fast (1715), 20 kanoner
- Thais (1715), 26 kanoner
- Välkomsten (1715), 24 anoner
- Illerim I (1716), 34 kanoner
- Jarramas (1716), 30 kanoner
- Ebeneser (1717)
- Svarta Örn (1717), 36 kanoner
- William Galley (1717), 18 kanoner. Erövrad av danska trupper 1719
- Le Comte de Mörner (1717), 36 kanoner. Sänkt av svenska trupper 1719
- Louis et Anne (1717), 18 kanoner
- Vainqueur (1720), 30 kanoner
- Delfin (1720), 18 kanoner
- Örnens Pris (1720), 30 kanoner
- Ekholmsund (1724), 14 kanoner
- Gröne Jägaren (1725), 26 kanoner
- Göteborgs Vapen (1726), 30 kanoner
- Thure Bielke (1726), 26 kanoner
- Månen (1729), 24 kanoner
- Drottningholm (1731), 50 kanoner
- Freden (1731), 42 kanoner
- Karlshamns kastell (1736), 44 kanoner
- Karlberg (1737)
- Fama (1738), 32 kanoner
- Ulriksdal (1738), 24 kanoner
- Pollux (1741), 18 kanoner
- Desiree (1743), 60 kanoner
- Helsinglands Vapen (1743)
- Härnösands Vapen (1743)
- Svarta Örn (1745), 42 kanoner
- Charlotta (1752)
- Phoenix (1753), 34 kanoner
- Illerim (1754), 36 kanoner
- Postiljon (1754), 26 kanoner
- Delfin (1755), 34 kanoner, namnändrad till Falken 1756
- Höken (1755), 34 kanoner
- Neptunus (1755), 34 anoner
- Illerim II (1756), 34 Kanoner
- Jägaren (1756), 26 kanoner
- Jarramas (1759), 34 kanoner
- Solen (1760)
- Prins Gustaf (1764), 36 kanoner
- Enigheten (1767), 24 kanoner, namnändrad till af Trolle 1775
- Enigheten (1768), 24 kanoner, namnändrad till Sprengtporten 1776
- Gripen (1775), 50 kanoner
- Patrioten (1779), 13 kanoner
- Bellona (1782), 40 kanoner
- Diana (1783), 40 kanoner
- Minerva (1783), 40 kanoner
- Venus (1783), 40 kanoner
- Fröja (1784), 40 kanoner
- Thetis (1784), 40 kanoner
- Camilla (1784), 40 kanoner
- Eurydice (1785), 40 kanoner
- Galatea (1785), 40 kanoner
- Iphigenie (1785), 40 kanoner
- Zemire (1785), 40 kanoner
- Hector (1788), 26 kanoner
- Jarislawiz (1788), 32 kanoner
- Kilduin (1788), 32 kanoner
- Katarina (1789), 38 kanoner
- Konstatin (1789), 38 kanoner
- Ulla Fersen (1789), 18 kanoner
- Alexander (1790) 38 Kanoner
- af Chapman (1803), 40 kanoner
- Fredrika (1809), 24 kanoner, namnändrad till Orädd 1813
- Erik Segersäll (1809), skärgårdsfregatt
- af Chapman (1830), 36 kanoner, senare nedhuggen till korvett
- Josephine (1834), 40 kanoner, senare nedhuggen till korvett
- Desirée (1834), 60 kanoner
- Göteborg (1839), 46 kanoner
- Eugenie (1844), 40 kanoner, senare nedhuggen till korvett
- Norrköping (1858), 32 kanoner (Korvett 1866)

## Lätta fregatter
- Karlshamn (1676), 16 kanoner
- Castor (1678), 12 kanoner
- Fama (1678), 16 kanoner
- Pollux (1678), 16 kanoner
- Jägaren (1686), 16 kanoner
- Svan (1687), 16 kanoner
- Neptunus (1688), 16 kanoner
- Delfin (1701), 26 kanoner
- Frigga (1701), 6 kanoner
- Habor (1701), 6 kanoner
- Thor (1701), 10 kanoner
- Oden (1701), 8 kanoner
- Postiljon (1702), 20 kanoner
- Fröken Eleonora (1702), 18 kanoner
- Snaren Sven (1702), 20 kanoner
- Vita Örn (1711), 30 kanoner
- Ebenezer (1717), namnändrad till Svalan 1722
- Kristina (1732), 22 kanoner

## Korvetter
Korvetten Carlskrona (1841)
- Svalan (1797), 10 kanoner
- Jarramas (1821), 20 kanoner
- Najaden (1834), 18 kanoner
- Carlskrona (1841), 18 kanoner
- Lagerbjelke (1848), 18 kanoner

## Briggar
- Husaren
- Diana (1776), 8 kanoner
- Disa (1786), försänkt 1810
- Ekonomien (1796), 14 kanoner
- Delphin (1801), 18 Kanoner
- Vänta Litet (1803)
- Vaksamheten (1808)
- La Coquette (1814), 18 kanoner
- La Badine (1815), 18 kanoner
- Der Biedermann (1810)
- Nordenskjöld (1845), 10 kanoner
- af Wirsén (1859), 2 kanoner
- Snappopp (1859)
- Skirner (1867), 2 kanoner
- Gladan (1857), 2 kanoner (ändrad till skeppsgossebrigg 1881)
- Falken (1877), 6 kanoner

## Snaubriggar
- Mjöhunden (1698), 6 kanoner

## Brigantiner
- Astrild (1699), 4 kanoner
- Hummern (1700), 8 kanoner
- Disa (1701), 12 kanoner
- Göja (1701), 14 kanoner
- Höken (1701), 8 kanoner
- Castor (1702), 14 kanoner. Brann 1719
- Pollux (1702), 14 kanoner
- Sjöman (1702), 6 kanoner
- Carolus XII (1702), 12 kanoner
- Sofia (1702), 10 kanoner
- Ulrika (1702), 10 kanoner
- Vivat (1702), 10 Kanoner
- Fama Göteborg (1703), 18 kanoner
- Jungfrun (1703), 10 kanoner
- Kräftan (1703), 14 kanoner
- Skorpionen (1703), 14 kanoner
- Wäduren (1703), 14 kanoner
- Nieroth (1708), 10 kanoner
- Sjöblad (1709), 16 kanoner
- Vita Falken (1709), 12 kanoner
- Christiania (1711), 6 kanoner
- Snappupp (1715), namnändrad till Sofia Albertina 1754
- Fama (1716), 6 kanoner
- Ekorren (1716), 6 kanoner
- Sjökatten (1716), 6 kanoner
- Jägaren (1716), 8 kanoner
- Bernhardus (1716), 8 kanoner
- Korpen (1717), 8 kanoner
- Kastor (1739), 18 kanoner
- Pollux (1741), 18 kanoner
- Prins Gustaf (1747), 18 kanoner
- Washington (1789)

## Skonerter
- Celeritas, i tjänst 1809
- Kusen (1785), slopad 1817
- Svalan (1785), slopad 1817
- Fortuna, 4 kanoner, förolyckad 1810
- Gåpå (1770)
- Avisskonert Jehu (1790)
- Avisskonert Fröja (1790)
- Amphion (1778)
- L'Aigle (1800), 5 nickor
- Frigga (1808), 2 nickor
- Hilda (1808), 2 nickor
- Snappopp (1824), 6 kanoner
- Styrbjörn (1832), 2 nickor
- L'Aigle (1833), 2 kanoner och 6 carronader
- Falk (1832), 10 kanoner
- Aktif (1837-47), slopad 1866, 8 kanoner
- Af Puke (1840), 4 nickor
- Aktif (1847), 8 kanoner
- Amiral af Puke (1863), 8 kanoner

## Huckertar
- Tumlaren (1729)
- Björn (1791)
- Björnen (1790)
- Vargen (1790)

## Kuttrar
- Falken (1785)
- St. Bartélemy (1785)
- Höken (1786), förolyckad 1808
- Kuriren(1789), köpt i Åbo, såld 1792
- Pluto (1790), tagen i slaget vid Svensksund, såld 1792
- Catha (1790)
- Barthelemy (1806), 8 kanoner
- Revange(1824), 4 kanoner

## Övriga mindre segelfartyg
- Hans Brasks lilla jakt 1522 först omnämnd 1523 senast omnämnd
- Den Store Jakt 1525 först omnämnd 1525 senast omnämnd ?
- Berend von Mehlens jakt 1525 först omnämnd 1525 senast omnämnd (B v Mehlen)
- Snörenålen, jakt 1525 först omnämnd 1530? slopad ?
- Böse Hund, jakt (samma som köpt v Mehlens jakt?) 1525 först omnämnd 1529 senast omnämnd ?
- Rhutembergs (?) jakt 1526 först omnämnd 1527/31 slopad ?
- Ivar Flemings lilla jakt 1526 bortskänkt (Ivar Fleming)
- Ivar Flemings jakt 1526/30 först omnämnd 1531 senast omnämnd (Ivar Fleming)
- Braskens jakt 1527 först omnämnd 1528 senast omnämnd (Hans Brask)
- Lilla Jakten/Långa Hans jakt 1526/31 först omnämnd ?
- Lilla Jakten/Leonen 1526/31 först omnämnd 1532 senast omnämnd ?
- Bengt Svenssons jakt 1526/31 Handelsskepp ?
- Måns Svenssons jakt 1526/31 Handelsskepp ?
- Lilla Jakten 1526/31 Handelsskepp ?
- Nya Jakten 1526/31 Handelsskepp ?
- Lilla Nya Jakten 1526/31 först omnämnd 1531 senast omnämnd ?
- Spillavälling 1526/31 M ?
- Snapphanen 1533 först omnämnd 1533 senast omnämnd ?
- Ivar Flemings jakt (samma som 1526?) 1534 först omnämnd 1534 senast omnämnd (Ivar Fleming)
- Svarte Prisen 1534 erövrad (?) 1541 senast omnämnd (Lübeck?)
- Anders Västgötes märsejakt 1535 först omnämnd 1535 senast omnämnd (Anders Västgöte)
- Lille Bojorten 1535 (P?) 1543 slopad (?) (Lübeck?)
- Gripgeten (fishing buis) 1545 först omnämnd 1552 senast omnämnd ?
- Svante Stures jakt 1545 köpt 1545 senast omnämnd (Svante Sture)
- Gamla/Stora Pinken 1545 1565 såld Kalmar
- Gamla Jakten 1547 först omnämnd 1556 senast omnämnd Kastelholm
- Nye Pinken, 1552 Hollands Pinken 1547 1562 senast omnämnd Stockholm
- Bocken 1549 först omnämnd 1561 senast omnämnd Viborg (?)
- (Viborgs) Hjorten 1549 först omnämnd 1565 senast omnämnd Viborg (?)
- Långe Juten 1549 först omnämnd 1556 senast omnämnd Viborg (?)
- (Viborgs) Hinden 1549 först omnämnd 1565 senast omnämnd Viborg (?)
- Stålnäbben 1549 1556 senast omnämnd Åbo
- Jakten, 1556 Gamla Jakten 1551 först omnämnd 1560 senast omnämnd Raseborg?
- Åbo Jakten, Hertig Johans 1556-63 1552/3 1565 senast omnämnd Åbo 40
- Nya Jakten, 1559 Lilla Nya Jakten 1556 1564 (?) senast omnämnd Helsingfors
- Lotsmanspinken 1557/8 1569 slopad Stockholm 75
- Lille Råbojorten 1557/8 1566 slopad Stockholm 75
- Stora Jakten/Busmandsjakten 1558/9 erövrad 1562 Ret=Återlämnad(Reval)
- Pinken 1558/9 erövrad 1562 Ret (Reval)
- Fingerhott 1558/9 erövrad 1562 Ret (Reval)
- Stora Nya Jakten, 1563 Helsingfors
- Jakten (1565 Marcolphus) 1559 1565/6 senast omnämnd Helsingfors 40
- Viborgs Gripen (1563 Marcolphus/Pippingen) 1561 1566 senast omnämnd Viborg 50
- Hamburgs Bojorten 1561 B? 1564 senast omnämnd (Hamburg)
- Viborgs (Finske) Falken (1563 Buffeln/Pippingen) 1562 1566 förlist Viborg 60
- Flundran 1562? 1570 senast omnämnd Viborg
- Örnen 1564/5 1565 förlist Kalmar 75
- Lybske Bojorten 1564 erövrad 1569 bortskänkt (Lübeck)
- Skotske Pinken (larger?) 1564 erövrad 1566 senast omnämnd (Danmark)

(återrövrad av Danmark 1569?)
- Miserikert 1564 erövrad 1567/8 Tp ? 30
- Hollands Bojorten 1564 erövrad (?) 1565 förlist  ?
- Hamburgs Bojorten (Pinken) (kanske samma som 1561) 1564 erövrad (?) 1568 Tp (Hamburg?)
- Lybska Havfrun/Lille Bojorten 1564 erövrad 1566 senast omnämnd (Lübeck)
- Stålnäbben 1565 erövrad 1582 bortskänkt ?
- (Lybske) Foxen 1565 erövrad 1571 Ret (Lübeck)
- Engelske Pinken 1565 erövrad (?) 1569 erövrad Dan ?
- Sjöhunden 1566 erövrad 1568 Tp (Lübeck)
- Flygande Serpent (1564) 8 Kanoner

(tillhörde Jöran Persson 1566-68) 1566 erövrad 1574 sänkt (Lübeck
- Jakt (unnamed) 1566/7 1567 senast omnämnd Varberg
- Jakt (unnamed) 1566/7 1567 senast omnämnd Varberg
- Bornholms Pinken/Könsbergs Jakten 1568 erövrad 1570 slopad (Prussia ?)
- Fliegende Geist (1568)1568 erövrad 1571 Bortskänkt (Lübeck)
- Prysske Pinken 1569 erövrad 1571/3 slopad (Prussia?)
- Rågpinken 1569 erövrad 1571 senast omnämnd ?
- Lybska Bojorten 1570 erövrad 1570 såld (Lübeck)
- Gotlands Pinken, Ugglan 1570 erövrad 1570/3 bortskänkt (Danish?)
- Faie Taskan (Vegetaskan) 1570 erövrad 1571/? slopad ?
- Lybska Blå Duvan (size uncertain) 1571 erövrad 1571/3 bortskänkt (Lübeck)
- Frökens Jakt 1572 1581 bortskänkt Stockholm (?)
- Björne Dansen (Röde David) (troligen larger) 1573 erövrad 1575 bortskänkt ?
- Delfin (1573) (Dolphin) 1573 erövrad 1574 förlist (Engl./Skott.)
- Engelske Örnen 1573 erövrad 1575 såld (French?)
- Lotsmansbåten, 1578 Klosshuggaren 1573 erövrad 1582 såld ?
- Engelske Pinken/Minion 1573 erövrad 1575 bortskänkt (English)
- Petrus 1573 erövrad 1575? bortskänkt (English)
- Röda Pinken 1574 erövrad 1576 bortskänkt (Lübeck?)
- Vatehönan 1574 erövrad 1578 förlist  (Lübeck?)
- Rundelen/Abraham 1574 erövrad 1574/7 bortskänkt (Lübeck?)
- Påven/Ulven 1574 erövrad 1575 såld (Lübeck)?
- Lybska Katten 1574 erövrad 1577 upphuggen (Lübeck)
- Svarte Draken 1574 erövrad 1580 upphuggen (Lübeck?)
- Stormpinken/Lotsmanspinken 1574 erövrad 1581 såld (Lübeck?)
- Svarta Pinken 1577 erövrad 1581 bortskänkt ?
- Lybske Bojorten 1577 erövrad 1578 R (Lübeck)
- Häger (1570-tal) 1579 erövrad 1581 bortskänkt (Fransk?)
- Grömen/Grymen, Princess Anna's jakt 1585-87 (and senare?) 1580 1590 D, Drakenäs
- Ulven, Kungsörs Jakten/Barken 1580/1 1592/3 D? Kungsör 75?
- Kammarjakten, Kammarpinken 1581 1603 senast omnämnd Lake Mälaren
- Lybske Lille Svanen 1581 erövrad 1582 senast omnämnd (Lübeck)
- Hirsen 1581 erövrad 1581 bortskänkt ?
- Näcken (to Kexholm 1581/2) 1581? 1592 senast omnämnd Sibbo
- Samson 1581? 1588 senast omnämnd Kexholm?
- Ugglan (omdöpt Ärtan 1583?) 1581? 1583 senast omnämnd Kexholm?
- Laxen 1582 (?) 1591 senast omnämnd Kexholm (?)
- Ålen 1582 (?) 1592 senast omnämnd Kexholm (?)
- Siken 1582 (?) 1592 senast omnämnd Kexholm (?)
- Ärtan (f.d. Ugglan?) 1583 först omnämnd 1588 senast omnämnd Kexholm (?)
- Nya Jakten/Kråkan (?), Hertig
- Sigismunds jakt 1584 först omnämnd 1587 senast omnämnd ?
- Oxen (omdöpt?) 1585 först omnämnd 1585 senast omnämnd Kexholm (?)
- Uttern 1585 först omnämnd 1592 senast omnämnd Kexholm (?)
- Kalmar Pinken 1585 först omnämnd 1587 såld ?
- Hertig Sigismunds Pinke 1586 först omnämnd 1589 senast omnämnd ?
- Kanslijakten, Kanslipinken 1587 1603 senast omnämnd ?
- Oxen Hårda/K Mts Jakt 1589 först omnämnd 1593 senast omnämnd ?
- Västerviks Pinken 1589 först omnämnd 1591 senast omnämnd ?
- Lilla Jakten, Lilla Espingjakten 1590 först omnämnd 1595 senast omnämnd ?
- Lotsmansbåten (more than one?) 1590 först omnämnd 1595 senast omnämnd ?
- Bergshammars Pinken 1590/1 1597 senast omnämnd Bergshammar
- Stortenbeck (omdöpt galär?) 1592 först omnämnd 1595 senast omnämnd ?
- (K Mts) Nya Jakt, Bergshammars Jakten 1592 (?) 1594 senast omnämnd Bergshammar (?)
- Djursholms Skeppet 1592? köpt 1597 senast omnämnd (Banér?)
- Danska Pinken 1592 först omnämnd 1598 senast omnämnd ?
- Stora Jakten (Älvsborg) 1593 först omnämnd 1597 senast omnämnd Älvsborg?
- Lilla Jakten (Älvsborg) 1593 först omnämnd 1597 senast omnämnd Älvsborg?
- Anders Boijes Pinke 1597 först omnämnd 1600 senast omnämnd ?
- Lybska Pinken/Vinpinken 1598 först omnämnd 1602 senast omnämnd ?
- Anders Rickes Pinke (private?) 1598 först omnämnd 1598 senast omnämnd ?
- Flytspånen/Flygspånen 1599 först omnämnd 1603 senast omnämnd ?
- Lärkan 1600 först omnämnd 1601 senast omnämnd ?
- Svarte Rappen 1603 först omnämnd 1609 senast omnämnd ?
- Älvsborgs Duvan 1603 först omnämnd 1610 förlist  ?
- Lilla Pinassen, troligen omdöpt, troligen larger 1603/04 1604 senast omnämnd Nyköping
- Weiers Falken 1604 först omnämnd 1607 senast omnämnd ?
- Harkranken 1605 först omnämnd 1605 senast omnämnd ?
- Wålher, pinass 1606 först omnämnd 1607 senast omnämnd ?
- Resenis, pinass 1606 först omnämnd 1607 senast omnämnd ?
- Liljan (f.d. lodja), pinass 1606 rebuilt 1613 senast omnämnd Stockholm
- (Lilla) Rosen (ex lodja), pinass 1606 rebuilt 1611 erövrad Dan Stockholm
- Lärkan, pinass 1606 först omnämnd 1608 senast omnämnd ?
- Oförsagd 1607 först omnämnd 1613 slopad ?
- Oförnämnd, pinass 1607 först omnämnd 1607 senast omnämnd ?
- Gripen, pinass 1607 först omnämnd 1608 senast omnämnd ?
- Hannibal, pinace 1607 först omnämnd 1607 senast omnämnd ?
- Biikstert(?), pinass 1607 först omnämnd 1607 senast omnämnd ?
- Ålands Pinass 1608 först omnämnd 1608 senast omnämnd Åland
- Pickala Pinass 1608 först omnämnd 1612 slopad Pickala
- Björneborgs Pinass 1608 först omnämnd 1615 Tp? Björneborg
- Åbo Pinass 1608 först omnämnd 1608 senast omnämnd Åbo (?)
- Emsala Pinass 1610 först omnämnd 1610 senast omnämnd Emsala
- Helsingfors Pinass 1610 först omnämnd 1611 senast omnämnd Helsingfors (?)
- Borgå Pinass 1610 först omnämnd 1610 senast omnämnd Borgå
- Rubben, Fribytarskeppet 1611 först omnämnd 1611 senast omnämnd (Privateer?)
- Rosen 1612 först omnämnd 1612 senast omnämnd (Privateer?)
- Lybska Båten, troligen larger 1629 först omnämnd 1642/4 Tp (Lübeck?)
- Bojorten, 1633 Postryttaren (?) 1629 först omnämnd (?) 1645 LM
- Lilla Bojorten, 1633 Skråpenkorf (?) 1629 först omnämnd (?) 1640 LM
- Jägaren, 1660s Gamle Jägaren 1639 eller 1641 köpt 1668 senast omnämnd Stettin ?
- Postpferd 1641 köpt 1649 bortskänkt ?
- Rapphanen 1642 1652 tullare Stettin (?)
- Röde Hanen 1642? 1679 senast omnämnd Pommern?
- Stören 1643 först omnämnd 1659 slopad ? ?
- Svarta Hunden 1643? 1661 såld (?) Kaseburg (?)
- Vita Hunden 1643? 1658 senast omnämnd Kaseburg (?)
- Ugglan 1644? 1673 senast omnämnd Kaseburg (?)
- Danske Prinsen 1644 erövrad 1664 senast omnämnd (Danmark)
- Väktaren 1645 först omnämnd 1659 erövrad Dan ?
- Näsvis 1645 först omnämnd 1653 senast omnämnd ?
- Storken 1647 först omnämnd 1652 såld ?
- (Förgyllda) Gripen 1655 (?) 1680 slopad Stockholm (?)

- Ulvsund 1655 1663 förlist Kungsör
- Fly Opp (f.d. Vliegop) 1657 köpt 1675 förlist  (Holland)
- Fortuna 1657 köpt 1680 såld (Holland)
- (Hollands/Lille) Jägaren 1657 (B?) 1677 erövrad Dan (Holland?)
- Fortuna (f.d. Endräkt) 1657 (B?) 1658 lost? (Wismar?)
- Gäddan (f.d. Makalös) 1657 (B?) 1658 förlorad i strid (Wismar?)
- Danske Svarta Hunden 1658 erövrad 1659 erövrad Dan (Danmark)
- Spes 1658 erövrad 1663 förlist  (Danmark, M?)
- Marsvinet 1659 först omnämnd 1674 förlist  ?
- Måsen 1666 köpt 1686 såld (Holland)
- Posthornet 1666 köpt 1679 förlist  (Holland)
- Råbocken 1666 först omnämnd 1679 (?) senast omnämnd ?
- Ekorren 1674 köpt 1677 erövrad Bran (L Creutz)
- Sjöhästen 1675 (?) 1676 erövrad Dan Stockholm? 75
- Venus 1675 (?) 1677 erövrad Dan Gothenburg? 60
- Kaparen (f.d. St Jakob) 1675 erövrad 1679 senast omnämnd (Danish, Priv.)
- Sjömannen 1675 B? 1679 tullare (M?)
- Konung David 1675 B? 1676 erövrad Dan (M?)
- (St) Maria 1675 först omnämnd 1676 erövrad Bran (M?)
- Tre Bröder 1675/6 P? 1676 senast omnämnd (Nederländsk?)
- St Johannes 1675/6 B? 1680 såld (M?)
- Diana 1676 (?) 1677 erövrad Dan Gothenburg? 60
- Anna Margareta 1676 köpt 1676 erövrad Dan (K bortskänkt Wrangel)
- Gröna (Flygande) Draken 1677 FM/B 1677 erövrad Dan (M?)
- Lille Jägaren 1677 först omnämnd 1680 LM/S? Pommern?
- Ulven, 1541 Lindormen 1540 först omnämnd 1559 upphuggen Stockholm (?) Large
- Slangan 1540 först omnämnd 1548/52 slopad Stockholm (?)
- Draken (Stora Galejan) 1541 1553/4 skepp Stockholm 400
- Igeln/Liljan 1541 1555/6 förlist Stockholm Litet (?)
- Snörepilen 1542* 1565 slopad Stockholm Litet
- Björnen 1542/3 1562 senast omnämnd Stockholm Large
- Enhörningen 1542/3 1563 senast omnämnd Stockholm Large
- Uroxen 1543 1567 slopad (?) Stockholm
- Buffeln 1543 1563 senast omnämnd Stockholm
- Finska Galejan 1543 1556 upphuggen Åbo
- Rosen 1544 1563/4 senast omnämnd Stockholm
- Turken 1545 1552 senast omnämnd Stockholm
- Galär i Vadstena (Lake Vättern) 1545/6 1559 senast omnämnd Vadstena ?
- Soldanen 1546 1563 (?) upphuggen Stockholm stort (?)
- Morianen, Hertig Johans galär from 1558 1546 1561 senast omnämnd (?) Stockholm
- Hjorten 1547 1567 slopad (?) Stockholm
- Havfrun 1547 (?) 1561 senast omnämnd Stockholm
- Nya Galejan senare döpt, se nedan 1548 1549 senast omnämnd Stockholm
- Unnamed 1547/8 1552 senast omnämnd Älvsborg
- Löse Segelskeppet, 1560 Löse
- Galejan 1549 1562 förlist Stockholm
- Flytspånen, Hertig Johans galär from 1556 1551 först omnämnd 1562 senast omnämnd Stockholm (?) Litet
- Ulven, Hertig Johans galär 1558-63 1552 först omnämnd 1565 förlist Stockholm (?)
- Lille Gripen 1552 först omnämnd 1572 slopad Stockholm (?)
- Lille Leonen 1552 först omnämnd 1566 slopad Stockholm (?)
- Löse Klinkan 1553 (?) 1560 senast omnämnd Älvsborg
- Turken 1554/5 1566 senast omnämnd Ekolsund Litet
- Näcken, till Hertig Karl 1570 1556 1575 LM? Stockholm
- Springvalen 1556 1565 förlist Stockholm Galär i Älvsborg, troligen samma som Älvsborgs Barken 1556/7 1556/7 - Älvsborg
- Lille Svanen 1557 1575 slopad Stockholm Litet
- Hollands Galejan (1557/8) 1570 slopad Stockholm 43 Kanoner
- Galär on Lake Vänern 1559 1565 senast omnämnd Vadsbo ?
- Galär on Lake Vänern 1559 1565 senast omnämnd Vadsbo ?
- Liljan 1562 1570 såld Stockholm
- Förgyllda Gripen, till Hertig Karl,1570 1569* 1576 senast omnämnd Stockholm (?) ?
- Falken/Koppargalejan 1583/4 1597 BU? Börstil, Roden Litet
- Lindormen 1583/4 1595 slopad (?) Östkind eller Rotskär Large
- Jägaren 1583/4 1591 förlist Östkind eller Rotskär
- Gripen 1584/5 1594 senast omnämnd Helsingfors Large?
- Liljan 1584/5 1593 senast omnämnd Åbo
- Hjorten 1585/6 1595 senast omnämnd Östkind (?)
- Hinden 1585/6 1592 senast omnämnd Östkind (?)
- Ulven 1585/6 1590 förlorad i strid Närpes
- Vattuhönan, omdöpt? 1585/6 1587 senast omnämnd Finland
- Älgen 1586* 1594 senast omnämnd Selånger (?)
- Svalan 1587* 1593 förlist Ångermanland
- galär, senare döpt  1586/7 1587 senast omnämnd Skellefteå
- galär, senare döpt  1586/7 1587 senast omnämnd Skellefteå
- Raumo Galejan, omdöpt (?) 1586/7 1589 senast omnämnd Raumo
- Österbottens/Norrbottens Galejan, omdöpt (Finske Falken?) 1587/8 1588 senast omnämnd Närpes (?)
- Esbo Galejan, omdöpt (?) 1588* 1589 senast omnämnd Esbo
- Sibbo Galejan, omdöpt (?) 1588* 1589 senast omnämnd Sibbo
- Finske Falken (=Österb G?) 1588 först omnämnd 1591 senast omnämnd Finland
- Åbo Galejan, omdöpt (?) 1588* 1590 senast omnämnd Åbo
- Älvsborgs Galejan, 1593 ÄlvsborgsBarken 1587/9 1597 slopad (?) Älvsborg
- Havfrun (f.d. ?) 1589 först omnämnd 1596 slopad ? ?
- Serissan (f.d. ?) 1589 först omnämnd 1598 slopad ? ?
- Näktergalen (f.d. ?) 1589 först omnämnd 1595 senast omnämnd (?) ?
- Uttern (f.d. ?) 1589 först omnämnd 1595 senast omnämnd ?
- (Finska) Jungfrun (f.d. ?) 1589 först omnämnd 1595 senast omnämnd ?
- Duvan (f.d. ?) 1589 först omnämnd 1595 senast omnämnd ?
- Kråkan (f.d. ?) 1589 först omnämnd 1596/8 senast omnämnd ?
- Norrfinska Galejan 1589* 1591 senast omnämnd Lattis
- Söderfinska Galejan (= Uttern?) 1589* 1589 bortskänkt Kimito
- Björneborgs Galejan, omdöpt? 1589* 1590 senast omnämnd Björneborg
- Finske Hector (f.d. Åbo Galejan?) 1589 först omnämnd 1589 senast omnämnd Finland
- Finske Svanen (f.d. ?) 1589* 1593 senast omnämnd Lattis.
- Den Målade Ulven (f.d. ?) 1590 först omnämnd 1593 senast omnämnd ?
- Hägern (f.d. ?) (type uncertain) 1591 först omnämnd 1594 senast omnämnd ?
- Drottning Gunilla Galeja (f.d. ?),omdöpt? 1597 först omnämnd 1597 senast omnämnd ?
- Stora Galejan (troligen samma som Drottn. Gunillas Galeja 1597) 1598 först omnämnd 1598 Sig. ?
- Jungfrun 1598 först omnämnd 1602 senast omnämnd ? Litet
- Postpferd 1598 först omnämnd 1609 senast omnämnd ? Litet
- Munken 1598 först omnämnd 1600 senast omnämnd ? Litet
- Stora Galejan, Hertig Carl's Galeja 1598* 1602 förlist Nyköping
- (Herrens/K Mts) Lilla Galejan 1598 först omnämnd (?) 1611 erövrad Dan ?
- Norrköpings Galejan, omdöpt? 1599 1603 senast omnämnd Norrköping
- Gripsholms Galejan, 1600 Fortuna 1599 1612 slopad Gripsholm
- Kvicksunds Galejan 1599 1602 förlist Kvicksund
- Galär byggd i Södertälje, döpt ? 1599 1599 senast omnämnd Södertälje
- Mellersta Galejan, omdöpt? 1599 först omnämnd 1600 senast omnämnd ?
- Ängeln (f.d. ?) 1600 först omnämnd 1604 senast omnämnd Nyköping?
- Hjorten 1600? 1605 senast omnämnd Torshälla?
- Åbo Galejan (Finske Hector) 1600 först omnämnd 1611 slopad Åbo?
- Stegeborgs Galejan, omdöpt 1600 först omnämnd 1600 senast omnämnd Stegeborg (?)
- Valen (ex Stegeborgs Galejan?) (samma som Valen 1610-11?) 1601 först omnämnd 1605 senast omnämnd ?
- Ekholmsunds Galeja, omdöpt 1606 först omnämnd 1606 senast omnämnd Ekolsund (?)
- K Majestäts Förgyllda Galeja 1607 först omnämnd (?) 1623/4 slopad ?
- Romulus 1608 först omnämnd 1621/2 slopad Gripsholm?
- Remus (Remalus) 1609 först omnämnd 1618 slopad ?
- Valen (samma som 1601-05?) 1610 först omnämnd 1611 erövrad Dan ?
- Rubets 1611 först omnämnd 1611 senast omnämnd ? Litet
- Springvalen 1611 först omnämnd 1611 erövrad Dan ? Litet
- Hertig Johans store galeja, troligen samma som Store Östgöte Galejan before 1618 1621 slopad (?) Stegeborg? stort (?)
- Hertig Johans mindre galeja, troligen samma som Lille Galejan, omdöpt c. 1621? before 1618 1621 senast omnämnd Stegeborg? Litet
- Nya Galejan, döpt  1621 (?) 1620 först omnämnd 1621 senast omnämnd Litet 4 enheter, alla nämnda Nya Finska Galejan eller Åbo Galejan, döpt  1621/2 1620* 1621 senast omnämnd Åbo Litet
- Romulus 1621/2 först omnämnd 1629 (?) senast omnämnd Litet
- Skäktan, omdöpt (?) 1621/2 först omnämnd 1622/3 senast omnämnd Litet
- Måsen, omdöpt (?) 1621/2 först omnämnd 1622/3 senast omnämnd Litet
- Svalan, omdöpt 1621/2 först omnämnd 1622 senast omnämnd Litet
- Duvan, omdöpt 1621/2 först omnämnd 1622 senast omnämnd Litet
- Friskopp, omdöpt 1621/2 först omnämnd 1622 senast omnämnd Litet
- Stå Bi 1622 först omnämnd 1626 senast omnämnd Litet
- Sälen 1621/2 1629 senast omnämnd Stegeborg Litet
- Remalus 1621/2 1626 senast omnämnd Stegeborg Litet
- Sjöhunden/Skytthunden 1622 först omnämnd 1628/31 senast omnämnd Litet?
- Vasen, omdöpt 1622 först omnämnd 1622 senast omnämnd Litet
- Venus 1623 först omnämnd 1626 förlorad i strid/förlist Litet
- Neptunus 1623 först omnämnd 1629 (?) senast omnämnd Litet
- Cupido 1623 först omnämnd 1632 senast omnämnd Litet
- Tanthej 1623 först omnämnd 1637 (?) senast omnämnd Litet
- Springvalen 1623 först omnämnd 1636 senast omnämnd Litet
- Havfrun 1623 först omnämnd 1632 senast omnämnd Litet
- Rudan 1623 först omnämnd 1626 förlorad i strid Litet
- Stjärnan (pinass) 1623 del. 1626 förlorad i strid Västervik/C mellanstor
- Västerviks Makrillen (pinass) 1623 del. 1628/9 skepp Västervik/C mellanstor
- Räven 1623 del. 1626 förlorad i strid Västervik/C Litet
- Vargen, omdöpt 1623 del. 1623 senast omnämnd Västervik/C ?
- Haren, omdöpt 1623 del. 1623 senast omnämnd Västervik/C ?
- (Stegeborgs) Makrillen 1623/4 först omnämnd 1627 (?) senast omnämnd Stegeborg Litet
- (Viborgs) Makrillen 1623/4 först omnämnd 1627 (?) senast omnämnd Viborg Litet
- (Viborgs/Gröna) Draken 1624 först omnämnd 1635 senast omnämnd Viborg Litet
- Lejonet 1624 först omnämnd 1633 senast omnämnd Litet
- Lejoninnan (see 1628 nedan) 1624 först omnämnd 1626 förlorad i strid Litet
- Mjöhunden 1624 först omnämnd 1637 (?) senast omnämnd Litet
- Västerviks Draken (f.d. Haren eller Vargen) (pinass)
- 1624 först omnämnd 1626 förlorad i strid Västervik/C mellanstor
- Pelikanen 1624 först omnämnd 1648 sänkt Litet
- Svanen 1624 först omnämnd 1626 förlist Litet
- (Lilla) Duvan 1624 först omnämnd 1632 senast omnämnd Litet
- Justitia (pinass) (ex Haren eller Vargen?) 1624 först omnämnd 1628/9 skepp mellanstor
- Spes 1624 först omnämnd 1639/40 upphuggen Litet
- Fortuna/Drottningens galeja (Tuna?) 1624 först omnämnd 1639 (?) senast omnämnd Litet
- Lejoninnan,  omdöpt galär eller samma som 1624, räddad?,1628 först omnämnd 1649 senast omnämnd Litet
- Turkisk galej 1665 1678 (?) senast omnämnd GöteborgLitet
- Stövaren 1675 1688 senast omnämnd Fräkne härad Litet?
- Mjöhunden 1675 1688 senast omnämnd Fräkne härad Litet?

## Pinkar
- Danska Pinkan (1566)
- Engelska Pinka (1560-talet) 23 Kanoner
- Älvsborgs Duvan (1600-talet)

## Pinasser
- Tigern (1605)
- Basiliskus (1600-tal)

## Galjoter
- Postryttaren (1706)
- Wahlfisken (1707) 12 Kanoner
- Sköldpaddan (1708) 12 Kanoner

## Bombkitsar
- Åskedunder (1694) 4 Kanoner
- Stromboli (1701) 6 Kanoner
- Vulkanus (1701) 6 Kanoner
- Vesuvius (1702) 6 Kanoner
- Åskedunder (1738) 6 Kanoner
- Thordön (1741) 6 Kanoner
- Ætna (1754) 6 Kanoner
- Måsen (1754) 6 Kanoner
- Vesuvius (1754) 6 Kanoner

## Jakter
- Kongsörsjakt
- Vinst och Förlust
- Venus (1700)
- Snappupp (1770)
- Triton (1779)
- Amadis (1782)
- Athis
- Aurora
- Esplendian (1782)
- Saint Barthélemy (1785) Namnbyte 1787 från Måns
- Balongeur (1813)

## Chefsfartyg
- Valkyrian (1852)

## Avisofartyg
- Brynhilda (1808)

## Rekognoseringsfartyg
- Brynolf (1846)
- Brynhilda (1854)

## Spaningsbarkass
- Jehu (1770)

## Bogser- och transportfartyg
- Balder (1849)

## Bojorter
- Gamle Boyorten (1530-talet)
- Hamborgare Bojort (1560-talet) 6 Kanoner

## Lastfartyg
- Bartolomeus (1691)

## Lastdragare
- Wasa (1701)
- Wasa (1732)
- Wahlfisken (1744)
- Wahlfisken (1796)

## Flottpråm
- Vaxholm (1743)

## Kofferdifartyg
- Wandringsman (1742)

## Strussar
- Björnen (1600-tal)
- Dalarövraket Bodekull

## Kungliga fraktskepp
- Furublåsan/Finske Maisan 1539/40 1555 förlist Viborg ?
- Västerviks Holken 1548/9 1550 senast omnämnd Västervik ?
- Unnamed cargo carrier 1548/9 se nedan Älvsborg ?
- Åbo Furuholken 1549/50 1558/9 slopad (?) Åbo 600 (?)
- Cargo carrier (same as 1548/9?) 1550? 1551 senast omnämnd Älvsborg ?
- Kalmar Holken 1551* 1555/6 förlist Kalmar ?
- Ålands Furuholken 1551* 1557 såld (?) Kastelholm ?
- Olof Skottes skepp 1551 köpt 1552 senast omnämnd (Swedish M) ?
- Ekenässkeppet 1551 köpt 1551 senast omnämnd Ekenäs ?
- Ålekråkan 1553/4 1555 förlist Kalmar ?
- Viborgs Holken, Hertig Johan's skepp from 1556 1554/5 1560 såld Viborg ?

## Handelskepp hyrda 1551-1564
- Nyköpings Skeppet 1561 tidigast omnämnd 1562 senast omnämnd Nyköping (?) ?
- Stockholms Skeppet 1561 tidigast omnämnd 1562 senast omnämnd Stockholm (?) ?
- Gävle Hjorten 1561 tidigast omnämnd 1562 senast omnämnd Gävle ?
- Gävle Kravelen (Björnen) 1562 tidigast omnämnd 1563 köpt by the navy Gävle 450
- Gävle Holken 1562 tidigast omnämnd 1562 senast omnämnd Gävle ?

## Hertig Karls skepp 1569-1598
- Lybske David, see örlogsskepps 1564
- Förgyllda Duvan 1569/70 bortskänkt 1570 såld f.d. örlogsfartyg 350
- Lybske Christoffer 1573 köpt 1574 senast omnämnd f.d. örlogsfartyg 300
- Brune Lejonet 1573 köpt 1575 senast omnämnd f.d. örlogsfartyg 300
- Ängeln 1574 tidigast omnämnd 1578 senast omnämnd ? ?
- Röde Lejonet 1574 tidigast omnämnd 1577 senast omnämnd ? ?
- Elefanten (stort örlogsskepp) 1575* 1591 senast omnämnd Strängnäs ?
- Lärkan 1575 tidigast omnämnd 1583 senast omnämnd ? ?
- Lejonet (stort örlogsskepp) 1575/77 1591 senast omnämnd Strängnäs ?
- Svanen 1576 tidigast omnämnd 1578 senast omnämnd ? ?
- Gripen 1576/7 tidigast omnämnd 1587 senast omnämnd ? ?
- Strålen 1577 tidigast omnämnd 1578 senast omnämnd ? ?
- Uroxen 1577 tidigast omnämnd 1585 senast omnämnd ? ?
- (Röde/Gyllene) Hanen 1578 tidigast omnämnd 1586 såld ? ?
- Gäddan 1581 tidigast omnämnd 1592 senast omnämnd ? ?
- Furuflåsa (kanske Hjorten 1586) 1581 tidigast omnämnd 1583 senast omnämnd ? ?
- Näcken 1582 tidigast omnämnd 1582 senast omnämnd ? ?
- Laxen 1585 1587 senast omnämnd Gripsholm ?
- Hjorten 1586 tidigast omnämnd 1591 senast omnämnd ? ?
- Bocken 1586 (?) 1593 (?) Nyköping? ?
- Strutsen (rebuilt 1599-1600?) 1590 tidigast omnämnd 1598 senast omnämnd ? ?
- Hanen 1590 ? 1597 senast omnämnd ? ?
- Gripen 1590/91 1602 förlist Gripsholm 400
- Falken 1591 tidigast omnämnd 1598 senast omnämnd ? ?
- Näktergalen (kanske omdöpt) 1591 tidigast omnämnd 1593 senast omnämnd ? ?
- Förgylda Måsen 1591 köpt 1594 såld (Lübeck) ?
- Duvan 1591 tidigast omnämnd 1594 senast omnämnd Älvsborg ?
- Ormen 1591 tidigast omnämnd 1598 till S? ? ?
- St Olof 1591* köpt 1598 senast omnämnd (Stralsund?) ?
- Höken 1592 tidigast omnämnd 1597 senast omnämnd ? ?
- Björnen 1591/2 1597 såld Nyköping ? ?
- Svanen 1593 tidigast omnämnd 1597 senast omnämnd ? ?
- Ugglan 1593 tidigast omnämnd 1598 senast omnämnd ? ?
- Ulven (to Polen 1598?) 1593 tidigast omnämnd 1598 senast omnämnd ? ?
- Grävbocken 1593 tidigast omnämnd 1598 senast omnämnd ? ?
- Strålen 1593 tidigast omnämnd 1597 senast omnämnd ? ?
- Liljan (kanske omdöpt) 1593 tidigast omnämnd 1593 senast omnämnd ? ?
- Rosen 1594 tidigast omnämnd 1598 senast omnämnd ? ?
- Svalan (kanske omdöpt) 1594 tidigast omnämnd 1594 senast omnämnd ? ?
- Ängeln 1594* 1595 såld France Aspö? ?
- Kråkan 1595 1598 senast omnämnd ? ?
- St Erik 1596* 1606 senast omnämnd ? 500
- Justitia 1596 tidigast omnämnd 1598 senast omnämnd ? ?
- Råbocken 1597 tidigast omnämnd 1598 senast omnämnd ? ?
- Gripsholms Bocken 1597 tidigast omnämnd 1597 senast omnämnd Gripsholm ? ?
- Haren 1597 tidigast omnämnd 1597 senast omnämnd ? ?
- Siskan 1597 tidigast omnämnd 1598 senast omnämnd ? ?
- Blå Falken 1597* ? 1608 Wr? Nyköping ? 600
- Oxen 1597 tidigast omnämnd 1597 senast omnämnd ? ?
- Räven 1597* ? 1600 senast omnämnd ? ?
- Dynkerken 1597 tidigast omnämnd 1598 till S? ? ?
- Vite Falken 1598 tidigast omnämnd 1602 senast omnämnd ? 300
- Lärkan 1598 tidigast omnämnd 1598 senast omnämnd ? ?
- Vasen, see örlogsskepps, table 1 1598* Aspö 900*

## Privata skepp från Finland använda i samband med kung Sigismunds resor mellan Polen och Sverige åren 1593-1594
- Finske Lejonet (också Elefanten?)
- Troligen Kungl. Maj:t. skepp/ /Lejonet, 1594 1592/3? 1594 senast omnämnd ägd av Klas Fleming Stort skepp
- Hjorten 1593 tidigast omnämnd 1594 senast omnämnd ägd av Klas Fleming ?
- Hinden 1593 tidigast omnämnd 1593 senast omnämnd ägd av Klas Fleming ?
- Innamma Skepp 1593 tidigast omnämnd 1593 senast omnämnd ? ?
- Duvan 1593 tidigast omnämnd 1594 senast omnämnd ? ?
- Josef 1593 tidigast omnämnd 1593 senast omnämnd ? ?
- Uttern, galär 1589 bortskänkt 1595 senast omnämnd ägd av Klas Fleming ?
- Renen, pinka 1593 tidigast omnämnd 1593 senast omnämnd ägd av Klas Fleming litet

## Skepp hyrda avSkeppskompaniet, 1630-1631
- Örnen/Die Hoffnung 1630 1631 Arboga 110
- Smålandsskeppet/Kalmar Nyckel? 1630 1632? Kalmar 120/130
- Norrköpingsskeppet 1630 1631 Norrköping 120
- Kristina 1630 1631 Nyköping 145
- Sankta Maria 1630 1630 Stockholm 156?
- Västervik 1630 1630 förlist Söderköping/Västervik 135/140
- Upplandsskeppet/Fama 1630 1631 Norrtälje 130
- Västeråsskeppet 1630 1631 Västerås 130
- Västergötland/Gyllene Lejonet 1631 1631 Gamla Lödöse 110/180
- Gävle stad 1631 1631 Gävle 135
- Hudiksvallsskeppet/Norrlandsskeppet 1631 1631 Hudiksvall 115

## Hyrda nederländska beväpnade handelskepp
Inhyrda 1644 med Louis De Geer som entreprenör
Namn Kanoner: antal/effekt Längd/bredd Depl
- Jupiter,  i Femarn 13/10 1644, 34/? ?/? 600?
- Groote/Vergulden Dolphin,  i Femarn 13 kan/10 1644, 29kanoner/209pund 142/28 550
- Witte Engel i Femarn 13/10 1644, 33kanoner/365pund 141/27 550
- Vergulde Schwaen 28/218 130/28 500
- Lange Bark 18/106 132/28 500
- St Matheus,  i Femarn 13/10 1644, 24 kan/182pund  135/27 500
- Gecroonde Liefde/Charitas (van Rotterdam)  i Femarn 13/10 1644, 31/285 131/27 1/4 500
- Patientia,  i Femarn 13/10 1644, 24/194 126/26 ½ 450
- Conink van Sweden,  i Femarn 13/10 1644, 28/194 120/26 1/4 400
- De Brouwer,  i Femarn 13/10 1644, 20/114 129/25 400
- Drij Croonen, 20/130 124/25 400
- Vergulde Posthorn,  i Femarn 13/10 1644, 20/118 125/25 400
- De Liefde (van Hoorn?)  i Femarn 13/10 1644, 20/100 124/25 400
- Campen i Femarn 13/10 1644, 24/192 110/28 (?) 400 (?)
- Wapen van Medemblik,  i Femarn 13/10 1644, 26/142 115/27½ 400
- (Nieuw) Vlissingen,  i Femarn 13/10 1644, 24/164 112/27 400
- Groot Vlissingen,  i Femarn 13/10 1644, 24/160 113/27 400
- Swarte Arendt,  i Femarn 13/10 1644,, sänkt 24/148 116/26 400
- Swarte Rave,  i Femarn 13/10 1644, 30/206 112/27 400
- Nortcopyn, 20/132 120/25 400
- St Maerten,  i Femarn 13/10 1644, 20/116 103/27 400
- Prins,  i Femarn 13/10 1644, 20/132 104/26 350
- Harderinne,  fregatt i Femarn 13/10 1644, 12/60 86/19½ (?) 150 (?)